# Khúc côn cầu trên băng tại Thế vận hội Mùa đông 2018 - Vòng loại nữ
Vòng loại của môn khúc côn cầu trên băng nữ Thế vận hội Mùa đông 2018 được xác định bởi bảng xếp hạng IIHF sau Giải vô địch khúc côn cầu trên băng nữ thế giới 2016. Tám đội đứng đầu trên bảng xếp hạng thế giới cùng chủ nhà được vào thẳng Olympic, trong khi các đội còn lại cạnh tranh cho các suất còn lại.

## Các đội vượt qua vòng loại
| Sự kiện                      | Ngày                                      | Địa điểm    | Số đội | Quốc gia                                        |
| ---------------------------- | ----------------------------------------- | ----------- | ------ | ----------------------------------------------- |
| Chủ nhà                      | 19 tháng 9 năm 2014                       | Tenerife    | 1      | Hàn Quốc[a]                                     |
| Xếp hạng thế giới 2016[b]    | 7 tháng 12 năm 2012 – 10 tháng 4 năm 2016 | Kamloops[c] | 5      | Hoa Kỳ · Canada · Phần Lan · Nga[d] · Thụy Điển |
| Giải đấu vòng loại cuối cùng | 9–12 tháng 2 năm 2017                     | Arosa       | 1      | Thụy Sĩ                                         |
| Giải đấu vòng loại cuối cùng | 9–12 tháng 2 năm 2017                     | Tomakomai   | 1      | Nhật Bản                                        |
| Tổng                         |                                           |             | 8      |                                                 |

Ghi chú
1. a Sau các cuộc đàm phán ở Panmunjom vào ngày 17 tháng 1 năm 2018, đội tuyển Triều Tiên thống nhất bao gồm các cầu thủ của Bắc Triều Tiên và Hàn Quốc được thành lập để tranh tài tại Thế vận hội Mùa đông 2018.[3]
2. b Bảng xếp hạng thế giới 2016 gồm các giải đấu sau: Giải vô địch thế giới 2013, Thế vận hội Mùa đông 2014, Giải vô địch thế giới 2014 và Giải vô địch thế giới 2015, Giải vô địch thế giới 2016
3. c Kamloops là địa điểm diễn ra IIHF Women's World Championship 2016; sau khi giải đấu kết thúc thứ hạng chính thức được chốt lại.
4. d Vào tháng 12 năm 2017, Ủy ban Olympic Quốc tế cấm Nga tham gia Thế vận hội Mùa đông do các cáo buộc doping. Các vận động viên Nga chứng minh mình trong sạch sẽ được tham dự với tư cách Vận động viên Olympic từ Nga.[4]

## Phân hạt giống vòng loại
Để có suất trực tiếp, một quốc gia phải có mặt trong top 5 sau IIHF Women's World Championship 2016. Đối với hệ thống tính điểm của IIHF World Ranking, năm hiện tại có giá trị điểm nhiều nhất, và mỗi năm trước đó sẽ giảm đi 25% số điểm. Các đội có nguyện vọng tham dự phải đăng ký vào đầu mùa xuân năm 2016. Dưới đây là điểm dựa trên vị trí của các đội vào mùa giải năm 2016.
| Vị trí | 1    | 2    | 3    | 4    | 5    | 6    | 7    | 8    | 9   | 10  | 11  | 12  | 13  | 14  | 15  | 16  | 17  | 18  | 19  | 20  | ... |
| Điểm   | 1200 | 1160 | 1120 | 1100 | 1060 | 1040 | 1020 | 1000 | 960 | 940 | 920 | 900 | 880 | 860 | 840 | 820 | 800 | 780 | 760 | 740 | ... |

| 1–5   | Giành vé vào thẳng Olympic          |
| 6–11  | Tham dự vòng loại từ vòng chung kết |
| 12–17 | Tham dự vòng loại từ vòng sơ loại 3 |
| 18–24 | Tham dự vòng loại từ vòng sơ loại 2 |
| 25–27 | Tham dự vòng loại từ vòng sơ loại 1 |

| Hạt giống | Đội               | WC 2016 | WC 2015 | WC 2014 | OLY 2014 | WC 2013 | Tổng |
| --------- | ----------------- | ------- | ------- | ------- | -------- | ------- | ---- |
| 1         | Hoa Kỳ            | 1200    | 900     | 580     | 580      | 300     | 3560 |
| 2         | Canada            | 1160    | 870     | 600     | 600      | 290     | 3520 |
| 3         | Phần Lan          | 1100    | 840     | 530     | 530      | 275     | 3275 |
| 4         | Nga               | 1120    | 825     | 520     | 520      | 280     | 3265 |
| 5         | Thụy Điển         | 1060    | 795     | 550     | 550      | 255     | 3210 |
| 6         | Thụy Sĩ           | 1020    | 780     | 560     | 560      | 260     | 3180 |
| 7         | Nhật Bản          | 1000    | 765     | 500     | 500      | 240     | 3005 |
| 8         | Đức               | 960     | 750     | 510     | 510      | 265     | 2995 |
| 9         | Cộng hòa Séc      | 1040    | 720     | 480     | 480      | 250     | 2970 |
| 10        | Đan Mạch          | 900     | 675     | 460     | 470      | 235     | 2740 |
| 11        | Áo                | 920     | 705     | 440     | 420      | 225     | 2710 |
| 12        | Pháp              | 940     | 690     | 450     | 410      | 210     | 2700 |
| 13        | Na Uy             | 880     | 660     | 470     | 460      | 220     | 2690 |
| 14        | Slovakia          | 860     | 630     | 430     | 440      | 230     | 2590 |
| 15        | Latvia            | 820     | 645     | 420     | 370      | 215     | 2470 |
| 16        | Trung Quốc        | 760     | 600     | 410     | 450      | 195     | 2415 |
| 17        | Hungary           | 840     | 585     | 400     | 360      | 180     | 2365 |
| 18        | Kazakhstan        | 800     | 540     | 370     | 430      | 190     | 2330 |
| 19        | Hà Lan            | 740     | 615     | 390     | 380      | 205     | 2330 |
| 20        | Ý                 | 780     | 570     | 360     | 400      | 175     | 2285 |
| 21        | Anh Quốc          | 680     | 525     | 350     | 390      | 185     | 2130 |
| 22        | Ba Lan            | 720     | 495     | 340     | 350      | 160     | 2065 |
| Chủ nhà   | Hàn Quốc          | 700     | 510     | 330     | 320      | 150     | 2010 |
| 23        | Slovenia          | 640     | 450     | 290     | 340      | 155     | 1875 |
| 24        | Croatia           | 620     | 480     | 300     | 310      | 140     | 1850 |
| 25        | CHDCND Triều Tiên | 660     | 555     | 380     | 0        | 200     | 1795 |
| 26        | Tây Ban Nha       | 580     | 420     | 280     | 330      | 145     | 1755 |
| 27        | Úc                | 600     | 390     | 310     | 0        | 170     | 1470 |
| 28        | New Zealand       | 520     | 465     | 320     | 0        | 165     | 1470 |
| 29        | Iceland           | 560     | 405     | 270     | 0        | 135     | 1370 |
| 30        | Thổ Nhĩ Kỳ        | 500     | 360     | 250     | 0        | 120     | 1230 |
| 31        | México            | 540     | 435     | 240     | 0        | 0       | 1215 |
| 32        | Nam Phi           | 440     | 330     | 230     | 0        | 125     | 1125 |
| 33        | Bulgaria          | 420     | 315     | 220     | 0        | 115     | 1070 |
| 34        | Hồng Kông         | 460     | 345     | 210     | 0        | 0       | 1015 |
| 35        | Bỉ                | 0       | 375     | 260     | 0        | 130     | 765  |
| 36        | România           | 480     | 0       | 0       | 0        | 0       | 480  |

- Ireland không có trong bảng trên dù họ có điểm vòng loại.
- Quốc gia không có màu không tham gia vòng loại Olympic.

## Vòng sơ loại 1
Vòng này diễn ra từ 7 tới 9 tháng 10 năm 2016 ở Thành phố México. Đội đầu bảng lọt vào vòng sơ loại 2.

### Bảng J
| VT | Đội        | Tr | T | THP | BHP | B | BT | BB | BHS | Đ | Giành quyền tham dự |
| -- | ---------- | -- | - | --- | --- | - | -- | -- | --- | - | ------------------- |
| 1  | México (H) | 2  | 2 | 0   | 0   | 0 | 24 | 5  | +19 | 6 | Vòng sơ loại 2      |
| 2  | Thổ Nhĩ Kỳ | 2  | 1 | 0   | 0   | 1 | 13 | 13 | 0   | 3 |                     |
| 3  | Hồng Kông  | 2  | 0 | 0   | 0   | 2 | 2  | 21 | −19 | 0 |                     |

#### Kết quả
Giờ thi đấu là giờ địa phương (UTC–5).
| 7 tháng 10 năm 2016 20:30 | Hồng Kông | 2–8 (1–4, 1–3, 0–1) | Thổ Nhĩ Kỳ | Ice Dome, Thành phố México Số khán giả: 50 |

| Nguồn | Nguồn                  | Nguồn                         | Nguồn                   | Nguồn                                                                  |
| --- | ---------------------- | ----------------------------- | ----------------------- | ---------------------------------------------------------------------- |
| | Wong Ying Chi Virginia | Thủ môn                       | Didem Deniz Büșra Kanat | Trọng tài: Chelsea Rapin Trọng tài biên: Cianna Lieffers Amanda Wilson |
| \| \| 0–1 \| 01:45 – Demir (Uygun) (PP) \| \| \| 0–2 \| 07:07 – Baktıroğlu (Yılmaz) \| \| Li – 08:08 \| 1–2 \| \| \| \| 1–3 \| 15:06 – Tayğar (A. Lökbaş) \| \| \| 1–4 \| 15:41 – Uygun (Baktıroğlu) \| \| \| 1–5 \| 21:08 – Demirkol (Baktıroğlu) \| \| \| 1–6 \| 28:30 – Baktıroğlu \| \| Li (Low) – 39:04 \| 2–6 \| \| \| \| 2–7 \| 39:26 – Toygar (D. Lökbaş) \| \| \| 2–8 \| 44:45 – Baktıroğlu \| |                        |                               |                         | Trọng tài: Chelsea Rapin Trọng tài biên: Cianna Lieffers Amanda Wilson |
| 10 phút | Số phút bị phạt        | 12 phút                       |                         | Trọng tài: Chelsea Rapin Trọng tài biên: Cianna Lieffers Amanda Wilson |
| 7 | Số cú đánh             | 39                            |                         | Trọng tài: Chelsea Rapin Trọng tài biên: Cianna Lieffers Amanda Wilson |
| | 0–1                    | 01:45 – Demir (Uygun) (PP)    |                         | Trọng tài: Chelsea Rapin Trọng tài biên: Cianna Lieffers Amanda Wilson |
| | 0–2                    | 07:07 – Baktıroğlu (Yılmaz)   |                         | Trọng tài: Chelsea Rapin Trọng tài biên: Cianna Lieffers Amanda Wilson |
| Li – 08:08 | 1–2                    |                               |                         | Trọng tài: Chelsea Rapin Trọng tài biên: Cianna Lieffers Amanda Wilson |
| | 1–3                    | 15:06 – Tayğar (A. Lökbaş)    |                         |                                                                        |
| | 1–4                    | 15:41 – Uygun (Baktıroğlu)    |                         |                                                                        |
| | 1–5                    | 21:08 – Demirkol (Baktıroğlu) |                         |                                                                        |
| | 1–6                    | 28:30 – Baktıroğlu            |                         |                                                                        |
| Li (Low) – 39:04 | 2–6                    |                               |                         |                                                                        |
| | 2–7                    | 39:26 – Toygar (D. Lökbaş)    |                         |                                                                        |
| | 2–8                    | 44:45 – Baktıroğlu            |                         |                                                                        |

| 8 tháng 10 năm 2016 20:00 | México | 13–0 (5–0, 5–0, 3–0) | Hồng Kông | Ice Dome, Thành phố México Số khán giả: 1.000 |

| Nguồn | Nguồn                      | Nguồn   | Nguồn                               | Nguồn                                                                            |
| --- | -------------------------- | ------- | ----------------------------------- | -------------------------------------------------------------------------------- |
| | María Meza Monica Renteria | Thủ môn | Wong Ying Chi Virginia Chau Nga Sze | Trọng tài: Jestina Vichorek Trọng tài biên: Marie-Pierre Jalbert Cianna Lieffers |
| \| Téllez (Escobedo) – 01:27 \| 1–0 \| \| \| J. Rojas – 02:56 \| 2–0 \| \| \| F. Hernández (Treviño, Hurtado) – 10:30 \| 3–0 \| \| \| J. Rojas (González) – 14:39 \| 4–0 \| \| \| Hurtado (Gendrón) (PP) – 16:09 \| 5–0 \| \| \| Gendrón (Téllez) – 21:48 \| 6–0 \| \| \| A. Hernández (Amaya) – 23:44 \| 7–0 \| \| \| Escobedo (Cruz) – 26:26 \| 8–0 \| \| \| Gendrón (PP) – 30:42 \| 9–0 \| \| \| J. Rojas (Chávez, González) – 39:44 \| 10–0 \| \| \| F. Hernández (Toledano) – 52:19 \| 11–0 \| \| \| G. Rojas (A. Hernández) – 53:07 \| 12–0 \| \| \| Téllez (Gendrón, Chávez) – 57:55 \| 13–0 \| \| |                            |         |                                     | Trọng tài: Jestina Vichorek Trọng tài biên: Marie-Pierre Jalbert Cianna Lieffers |
| 24 phút | Số phút bị phạt            | 18 phút |                                     | Trọng tài: Jestina Vichorek Trọng tài biên: Marie-Pierre Jalbert Cianna Lieffers |
| 55 | Số cú đánh                 | 1       |                                     | Trọng tài: Jestina Vichorek Trọng tài biên: Marie-Pierre Jalbert Cianna Lieffers |
| Téllez (Escobedo) – 01:27 | 1–0                        |         |                                     | Trọng tài: Jestina Vichorek Trọng tài biên: Marie-Pierre Jalbert Cianna Lieffers |
| J. Rojas – 02:56 | 2–0                        |         |                                     | Trọng tài: Jestina Vichorek Trọng tài biên: Marie-Pierre Jalbert Cianna Lieffers |
| F. Hernández (Treviño, Hurtado) – 10:30 | 3–0                        |         |                                     | Trọng tài: Jestina Vichorek Trọng tài biên: Marie-Pierre Jalbert Cianna Lieffers |
| J. Rojas (González) – 14:39 | 4–0                        |         |                                     |                                                                                  |
| Hurtado (Gendrón) (PP) – 16:09 | 5–0                        |         |                                     |                                                                                  |
| Gendrón (Téllez) – 21:48 | 6–0                        |         |                                     |                                                                                  |
| A. Hernández (Amaya) – 23:44 | 7–0                        |         |                                     |                                                                                  |
| Escobedo (Cruz) – 26:26 | 8–0                        |         |                                     |                                                                                  |
| Gendrón (PP) – 30:42 | 9–0                        |         |                                     |                                                                                  |
| J. Rojas (Chávez, González) – 39:44 | 10–0                       |         |                                     |                                                                                  |
| F. Hernández (Toledano) – 52:19 | 11–0                       |         |                                     |                                                                                  |
| G. Rojas (A. Hernández) – 53:07 | 12–0                       |         |                                     |                                                                                  |
| Téllez (Gendrón, Chávez) – 57:55 | 13–0                       |         |                                     |                                                                                  |

| 9 tháng 10 năm 2016 19:00 | Thổ Nhĩ Kỳ | 5–11 (1–5, 2–2, 2–4) | México | Ice Dome, Thành phố México Số khán giả: 700 |

| Nguồn | Nguồn           | Nguồn                               | Nguồn      | Nguồn                                                                       |
| --- | --------------- | ----------------------------------- | ---------- | --------------------------------------------------------------------------- |
| | Didem Deniz     | Thủ môn                             | María Meza | Trọng tài: Chelsea Rapin Trọng tài biên: Marie-Pierre Jalbert Amanda Wilson |
| \| \| 0–1 \| 06:06 – F. Hernández \| \| \| 0–2 \| 08:27 – Téllez (Cardenas) \| \| \| 0–3 \| 14:34 – Gendrón (Téllez, Cardenas) \| \| Tayğar (SH) – 14:50 \| 1–3 \| \| \| \| 1–4 \| 16:19 – Cruz (González) (PP) \| \| \| 1–5 \| 16:45 – Hurtado (Cardenas) \| \| Baktıroğlu (Demirkol) – 23:24 \| 2–5 \| \| \| Demirkol (Baktıroğlu) (PP2) – 25:28 \| 3–5 \| \| \| \| 3–6 \| 33:45 – J. Rojas (González, Chávez) \| \| \| 3–7 \| 39:36 – J. Rojas (PP) \| \| \| 3–8 \| 44:33 – Hurtado (Téllez) (PP) \| \| Baktıroğlu (Yılmaz) – 45:44 \| 4–8 \| \| \| \| 4–9 \| 51:15 – Treviño (Amaya) (SH) \| \| Demir (Baktıroğlu) (PP2) – 51:49 \| 5–9 \| \| \| \| 5–10 \| 54:39 – Chávez (J. Rojas, González) \| \| \| 5–11 \| 57:57 – Gendrón (SH) \| |                 |                                     |            | Trọng tài: Chelsea Rapin Trọng tài biên: Marie-Pierre Jalbert Amanda Wilson |
| 20 phút | Số phút bị phạt | 53 phút                             |            | Trọng tài: Chelsea Rapin Trọng tài biên: Marie-Pierre Jalbert Amanda Wilson |
| 21 | Số cú đánh      | 39                                  |            | Trọng tài: Chelsea Rapin Trọng tài biên: Marie-Pierre Jalbert Amanda Wilson |
| | 0–1             | 06:06 – F. Hernández                |            | Trọng tài: Chelsea Rapin Trọng tài biên: Marie-Pierre Jalbert Amanda Wilson |
| | 0–2             | 08:27 – Téllez (Cardenas)           |            | Trọng tài: Chelsea Rapin Trọng tài biên: Marie-Pierre Jalbert Amanda Wilson |
| | 0–3             | 14:34 – Gendrón (Téllez, Cardenas)  |            | Trọng tài: Chelsea Rapin Trọng tài biên: Marie-Pierre Jalbert Amanda Wilson |
| Tayğar (SH) – 14:50 | 1–3             |                                     |            |                                                                             |
| | 1–4             | 16:19 – Cruz (González) (PP)        |            |                                                                             |
| | 1–5             | 16:45 – Hurtado (Cardenas)          |            |                                                                             |
| Baktıroğlu (Demirkol) – 23:24 | 2–5             |                                     |            |                                                                             |
| Demirkol (Baktıroğlu) (PP2) – 25:28 | 3–5             |                                     |            |                                                                             |
| | 3–6             | 33:45 – J. Rojas (González, Chávez) |            |                                                                             |
| | 3–7             | 39:36 – J. Rojas (PP)               |            |                                                                             |
| | 3–8             | 44:33 – Hurtado (Téllez) (PP)       |            |                                                                             |
| Baktıroğlu (Yılmaz) – 45:44 | 4–8             |                                     |            |                                                                             |
| | 4–9             | 51:15 – Treviño (Amaya) (SH)        |            |                                                                             |
| Demir (Baktıroğlu) (PP2) – 51:49 | 5–9             |                                     |            |                                                                             |
| | 5–10            | 54:39 – Chávez (J. Rojas, González) |            |                                                                             |
| | 5–11            | 57:57 – Gendrón (SH)                |            |                                                                             |

## Vòng sơ loại 2
Vòng này diễn ra từ 3 tới 6 tháng 11 năm 2016 ở Astana, Kazakhstan và San Sebastián, Tây Ban Nha. Đội đầu mỗi bảng tiến vào vòng tiếp theo.

### Bảng G
| VT | Đội            | Tr | T | THP | BHP | B | BT | BB | BHS | Đ | Giành quyền tham dự |
| -- | -------------- | -- | - | --- | --- | - | -- | -- | --- | - | ------------------- |
| 1  | Kazakhstan (H) | 3  | 3 | 0   | 0   | 0 | 10 | 3  | +7  | 9 | Vòng sơ loại 3      |
| 2  | Ba Lan         | 3  | 2 | 0   | 0   | 1 | 10 | 7  | +3  | 6 |                     |
| 3  | Anh Quốc       | 3  | 1 | 0   | 0   | 2 | 7  | 9  | −2  | 3 |                     |
| 4  | México         | 3  | 0 | 0   | 0   | 3 | 3  | 11 | −8  | 0 |                     |

#### Kết quả
Giờ thi đấu là giờ địa phương (UTC+6).
| 3 tháng 11 năm 2016 15:00 | Anh Quốc | 3–2 (0–2, 0–0, 3–0) | México | Barys Arena, Astana Số khán giả: 102 |

| Nguồn | Nguồn            | Nguồn                                        | Nguồn           | Nguồn                                                                 |
| --- | ---------------- | -------------------------------------------- | --------------- | --------------------------------------------------------------------- |
| | Samantha Bolwell | Thủ môn                                      | Mónica Renteria | Trọng tài: Henna Åberg Trọng tài biên: Ivana Besedičová Diana Mokhova |
| \| \| 0–1 \| 01:01 – J. Rojas (Cruz) \| \| \| 0–2 \| 19:02 – F. Hernández (Larois, Escobedo) (PP) \| \| Lane (Taylor) – 52:38 \| 1–2 \| \| \| Allen (Marsden) – 58:39 \| 2–2 \| \| \| Taylor (Henry) – 59:00 \| 3–2 \| \| |                  |                                              |                 | Trọng tài: Henna Åberg Trọng tài biên: Ivana Besedičová Diana Mokhova |
| 10 phút | Số phút bị phạt  | 10 phút                                      |                 | Trọng tài: Henna Åberg Trọng tài biên: Ivana Besedičová Diana Mokhova |
| 39 | Số cú đánh       | 11                                           |                 | Trọng tài: Henna Åberg Trọng tài biên: Ivana Besedičová Diana Mokhova |
| | 0–1              | 01:01 – J. Rojas (Cruz)                      |                 | Trọng tài: Henna Åberg Trọng tài biên: Ivana Besedičová Diana Mokhova |
| | 0–2              | 19:02 – F. Hernández (Larois, Escobedo) (PP) |                 | Trọng tài: Henna Åberg Trọng tài biên: Ivana Besedičová Diana Mokhova |
| Lane (Taylor) – 52:38 | 1–2              |                                              |                 | Trọng tài: Henna Åberg Trọng tài biên: Ivana Besedičová Diana Mokhova |
| Allen (Marsden) – 58:39 | 2–2              |                                              |                 |                                                                       |
| Taylor (Henry) – 59:00 | 3–2              |                                              |                 |                                                                       |

| 3 tháng 11 năm 2016 19:00 | Ba Lan | 1–4 (1–1, 0–3, 0–0) | Kazakhstan | Barys Arena, Astana Số khán giả: 465 |

| Nguồn | Nguồn           | Nguồn                              | Nguồn            | Nguồn                                                            |
| --- | --------------- | ---------------------------------- | ---------------- | ---------------------------------------------------------------- |
| | Martyna Sass    | Thủ môn                            | Darya Dmitriyeva | Trọng tài: Yana Zueva Trọng tài biên: Nataša Pagon Linnea Sainio |
| \| Łaskawska (Tomczok, Korkuz) – 12:45 \| 1–0 \| \| \| \| 1–1 \| 14:56 – Ryspek (Tukhtieva \| \| \| 1–2 \| 29:21 – Tukhtieva (Ryspek) \| \| \| 1–3 \| 33:38 – Moldabai (Koroleva) \| \| \| 1–4 \| 39:03 – Moldabai (Tatyana Likhaus) \| |                 |                                    |                  | Trọng tài: Yana Zueva Trọng tài biên: Nataša Pagon Linnea Sainio |
| 6 phút | Số phút bị phạt | 8 phút                             |                  | Trọng tài: Yana Zueva Trọng tài biên: Nataša Pagon Linnea Sainio |
| 27 | Số cú đánh      | 34                                 |                  | Trọng tài: Yana Zueva Trọng tài biên: Nataša Pagon Linnea Sainio |
| Łaskawska (Tomczok, Korkuz) – 12:45 | 1–0             |                                    |                  | Trọng tài: Yana Zueva Trọng tài biên: Nataša Pagon Linnea Sainio |
| | 1–1             | 14:56 – Ryspek (Tukhtieva          |                  | Trọng tài: Yana Zueva Trọng tài biên: Nataša Pagon Linnea Sainio |
| | 1–2             | 29:21 – Tukhtieva (Ryspek)         |                  | Trọng tài: Yana Zueva Trọng tài biên: Nataša Pagon Linnea Sainio |
| | 1–3             | 33:38 – Moldabai (Koroleva)        |                  |                                                                  |
| | 1–4             | 39:03 – Moldabai (Tatyana Likhaus) |                  |                                                                  |

| 4 tháng 11 năm 2016 15:00 | Anh Quốc | 3–4 (0–2, 2–1, 1–1) | Ba Lan | Barys Arena, Astana Số khán giả: 152 |

| Nguồn | Nguồn           | Nguồn                                   | Nguồn        | Nguồn                                                                    |
| --- | --------------- | --------------------------------------- | ------------ | ------------------------------------------------------------------------ |
| | Nicole Jackson  | Thủ môn                                 | Martyna Sass | Trọng tài: Debby Hengst Trọng tài biên: Linnea Sainio Svenja Strohmenger |
| \| \| 0–1 \| 11:58 – Czaplik (Późniewska, Czarnecka) \| \| \| 0–2 \| 12:19 – Późniewska (Czaplik, Chrapek) \| \| Taylor (PP) – 22:41 \| 1–2 \| \| \| Douglas (Herbert, Marsden) – 27:26 \| 2–2 \| \| \| \| 2–3 \| 29:21 – Strzelecka (Frąckowiak) (PP) \| \| \| 2–4 \| 44:14 – Wieczorek (Frąckowiak) \| \| Henry (Taylor, Farman) (PP) – 58:21 \| 3–4 \| \| |                 |                                         |              | Trọng tài: Debby Hengst Trọng tài biên: Linnea Sainio Svenja Strohmenger |
| 6 phút | Số phút bị phạt | 10 phút                                 |              | Trọng tài: Debby Hengst Trọng tài biên: Linnea Sainio Svenja Strohmenger |
| 32 | Số cú đánh      | 25                                      |              | Trọng tài: Debby Hengst Trọng tài biên: Linnea Sainio Svenja Strohmenger |
| | 0–1             | 11:58 – Czaplik (Późniewska, Czarnecka) |              | Trọng tài: Debby Hengst Trọng tài biên: Linnea Sainio Svenja Strohmenger |
| | 0–2             | 12:19 – Późniewska (Czaplik, Chrapek)   |              | Trọng tài: Debby Hengst Trọng tài biên: Linnea Sainio Svenja Strohmenger |
| Taylor (PP) – 22:41 | 1–2             |                                         |              | Trọng tài: Debby Hengst Trọng tài biên: Linnea Sainio Svenja Strohmenger |
| Douglas (Herbert, Marsden) – 27:26 | 2–2             |                                         |              |                                                                          |
| | 2–3             | 29:21 – Strzelecka (Frąckowiak) (PP)    |              |                                                                          |
| | 2–4             | 44:14 – Wieczorek (Frąckowiak)          |              |                                                                          |
| Henry (Taylor, Farman) (PP) – 58:21 | 3–4             |                                         |              |                                                                          |

| 4 tháng 11 năm 2016 19:00 | Kazakhstan | 3–1 (2–0, 1–0, 0–1) | México | Barys Arena, Astana Số khán giả: 446 |

| Nguồn | Nguồn            | Nguồn          | Nguồn      | Nguồn                                                            |
| --- | ---------------- | -------------- | ---------- | ---------------------------------------------------------------- |
| | Darya Dmitriyeva | Thủ môn        | María Meza | Trọng tài: Yana Zueva Trọng tài biên: Diana Mokhova Nataša Pagon |
| \| Kartanbayeva (Aldabergenova) – 04:46 \| 1–0 \| \| \| Felzink – 13:14 \| 2–0 \| \| \| Ashimova (Shegebayeva, Olzhabayeva) – 27:51 \| 3–0 \| \| \| \| 3–1 \| 45:52 – Chavez \| |                  |                |            | Trọng tài: Yana Zueva Trọng tài biên: Diana Mokhova Nataša Pagon |
| 10 phút | Số phút bị phạt  | 4 phút         |            | Trọng tài: Yana Zueva Trọng tài biên: Diana Mokhova Nataša Pagon |
| 30 | Số cú đánh       | 18             |            | Trọng tài: Yana Zueva Trọng tài biên: Diana Mokhova Nataša Pagon |
| Kartanbayeva (Aldabergenova) – 04:46 | 1–0              |                |            | Trọng tài: Yana Zueva Trọng tài biên: Diana Mokhova Nataša Pagon |
| Felzink – 13:14 | 2–0              |                |            | Trọng tài: Yana Zueva Trọng tài biên: Diana Mokhova Nataša Pagon |
| Ashimova (Shegebayeva, Olzhabayeva) – 27:51 | 3–0              |                |            | Trọng tài: Yana Zueva Trọng tài biên: Diana Mokhova Nataša Pagon |
| | 3–1              | 45:52 – Chavez |            |                                                                  |

| 6 tháng 11 năm 2016 12:00 | México | 0–5 (0–0, 0–4, 0–1) | Ba Lan | Barys Arena, Astana Số khán giả: 183 |

| Nguồn | Nguồn                      | Nguồn                                      | Nguồn           | Nguồn                                                                 |
| --- | -------------------------- | ------------------------------------------ | --------------- | --------------------------------------------------------------------- |
| | Mónica Renteria María Meza | Thủ môn                                    | Gabriela Mizera | Trọng tài: Debby Hengst Trọng tài biên: Ivana Besedičová Nataša Pagon |
| \| \| 0–1 \| 20:33 – Późniewska (SH) \| \| \| 0–2 \| 24:04 – Wieczorek (Frąckowiak) (PP) \| \| \| 0–3 \| 34:29 – Późniewska (Chrapek) (PP) \| \| \| 0–4 \| 36:37 – Chrapek (Późniewska, Czaplik) (PP) \| \| \| 0–5 \| 58:31 – Tomczok (Chrapek) \| |                            |                                            |                 | Trọng tài: Debby Hengst Trọng tài biên: Ivana Besedičová Nataša Pagon |
| 31 phút | Số phút bị phạt            | 10 phút                                    |                 | Trọng tài: Debby Hengst Trọng tài biên: Ivana Besedičová Nataša Pagon |
| 14 | Số cú đánh                 | 43                                         |                 | Trọng tài: Debby Hengst Trọng tài biên: Ivana Besedičová Nataša Pagon |
| | 0–1                        | 20:33 – Późniewska (SH)                    |                 | Trọng tài: Debby Hengst Trọng tài biên: Ivana Besedičová Nataša Pagon |
| | 0–2                        | 24:04 – Wieczorek (Frąckowiak) (PP)        |                 | Trọng tài: Debby Hengst Trọng tài biên: Ivana Besedičová Nataša Pagon |
| | 0–3                        | 34:29 – Późniewska (Chrapek) (PP)          |                 | Trọng tài: Debby Hengst Trọng tài biên: Ivana Besedičová Nataša Pagon |
| | 0–4                        | 36:37 – Chrapek (Późniewska, Czaplik) (PP) |                 |                                                                       |
| | 0–5                        | 58:31 – Tomczok (Chrapek)                  |                 |                                                                       |

| 6 tháng 11 năm 2016 16:00 | Kazakhstan | 3–1 (2–0, 0–0, 1–1) | Anh Quốc | Barys Arena, Astana Số khán giả: 861 |

| Nguồn | Nguồn            | Nguồn                               | Nguồn          | Nguồn                                                                   |
| --- | ---------------- | ----------------------------------- | -------------- | ----------------------------------------------------------------------- |
| | Darya Dmitriyeva | Thủ môn                             | Nicole Jackson | Trọng tài: Henna Åberg Trọng tài biên: Linnea Sainio Svenja Strohmenger |
| \| Nurgalieva (Koroleva) – 03:44 \| 1–0 \| \| \| Moldabai (Likhaus) (PP) – 18:26 \| 2–0 \| \| \| \| 2–1 \| 54:07 – Henry (Farman, Taylor) (PP) \| \| Likhaus (Ryspek) (ENG) – 59:06 \| 3–1 \| \| |                  |                                     |                | Trọng tài: Henna Åberg Trọng tài biên: Linnea Sainio Svenja Strohmenger |
| 31 phút | Số phút bị phạt  | 12 phút                             |                | Trọng tài: Henna Åberg Trọng tài biên: Linnea Sainio Svenja Strohmenger |
| 28 | Số cú đánh       | 23                                  |                | Trọng tài: Henna Åberg Trọng tài biên: Linnea Sainio Svenja Strohmenger |
| Nurgalieva (Koroleva) – 03:44 | 1–0              |                                     |                | Trọng tài: Henna Åberg Trọng tài biên: Linnea Sainio Svenja Strohmenger |
| Moldabai (Likhaus) (PP) – 18:26 | 2–0              |                                     |                | Trọng tài: Henna Åberg Trọng tài biên: Linnea Sainio Svenja Strohmenger |
| | 2–1              | 54:07 – Henry (Farman, Taylor) (PP) |                | Trọng tài: Henna Åberg Trọng tài biên: Linnea Sainio Svenja Strohmenger |
| Likhaus (Ryspek) (ENG) – 59:06 | 3–1              |                                     |                |                                                                         |

### Bảng H
| VT | Đội             | Tr | T | THP | BHP | B | BT | BB | BHS | Đ | Giành quyền tham dự |
| -- | --------------- | -- | - | --- | --- | - | -- | -- | --- | - | ------------------- |
| 1  | Ý               | 3  | 3 | 0   | 0   | 0 | 15 | 2  | +13 | 9 | Vòng sơ loại 3      |
| 2  | Hà Lan          | 3  | 2 | 0   | 0   | 1 | 17 | 6  | +11 | 6 |                     |
| 3  | Tây Ban Nha (H) | 3  | 1 | 0   | 0   | 2 | 5  | 5  | 0   | 3 |                     |
| 4  | Slovenia        | 3  | 0 | 0   | 0   | 3 | 3  | 27 | −24 | 0 |                     |

#### Kết quả
Giờ thi đấu là giờ địa phương (UTC+1).
| 4 tháng 11 năm 2016 16:30 | Slovenia | 1–14 (0–4, 0–6, 1–4) | Hà Lan | Palacio del Hielo Txuri Urdin, San Sebastian Số khán giả: 174 |

| Nguồn | Nguồn                       | Nguồn                                              | Nguồn      | Nguồn                                                                |
| --- | --------------------------- | -------------------------------------------------- | ---------- | -------------------------------------------------------------------- |
| | Ines Confidenti Pia Dukarič | Thủ môn                                            | Lisa Daams | Trọng tài: Maija Kontturi Trọng tài biên: Anina Egli Julia Johansson |
| \| \| 0–1 \| 05:51 – Wielenga \| \| \| 0–2 \| 13:16 – Wielenga \| \| \| 0–3 \| 17:03 – Martens (Haverkorn van Rijsewijk, Van Nes) \| \| \| 0–4 \| 18:22 – Zwarthoed (De Jong, Hardenbol) \| \| \| 0–5 \| 26:08 – De Jong (Zwarthoed) \| \| \| 0–6 \| 28:06 – Wielenga (Van Nes) \| \| \| 0–7 \| 30:13 – De Jong (Dijkema, Hamers) \| \| \| 0–8 \| 31:37 – Haverkorn van Rijsewijk (Wielenga) \| \| \| 0–9 \| 32:32 – Tjin-A-Ton (Van Nes) \| \| \| 0–10 \| 33:07 – Tjin-A-Ton (Tegelaar, Schollaardt) \| \| \| 0–11 \| 43:00 – Barton (Van der Zande, Noe) \| \| \| 0–12 \| 43:23 – Wielenga (Van Nes) \| \| \| 0–13 \| 46:44 – Wielenga (Van Nes) \| \| \| 0–14 \| 59:31 – De Jong (Keijzer, Zwarthoed) \| \| E. Dukarič (S. Confidenti, Pren) – 59:45 \| 1–14 \| \| |                             |                                                    |            | Trọng tài: Maija Kontturi Trọng tài biên: Anina Egli Julia Johansson |
| 2 phút | Số phút bị phạt             | 4 phút                                             |            | Trọng tài: Maija Kontturi Trọng tài biên: Anina Egli Julia Johansson |
| 11 | Số cú đánh                  | 57                                                 |            | Trọng tài: Maija Kontturi Trọng tài biên: Anina Egli Julia Johansson |
| | 0–1                         | 05:51 – Wielenga                                   |            | Trọng tài: Maija Kontturi Trọng tài biên: Anina Egli Julia Johansson |
| | 0–2                         | 13:16 – Wielenga                                   |            | Trọng tài: Maija Kontturi Trọng tài biên: Anina Egli Julia Johansson |
| | 0–3                         | 17:03 – Martens (Haverkorn van Rijsewijk, Van Nes) |            | Trọng tài: Maija Kontturi Trọng tài biên: Anina Egli Julia Johansson |
| | 0–4                         | 18:22 – Zwarthoed (De Jong, Hardenbol)             |            |                                                                      |
| | 0–5                         | 26:08 – De Jong (Zwarthoed)                        |            |                                                                      |
| | 0–6                         | 28:06 – Wielenga (Van Nes)                         |            |                                                                      |
| | 0–7                         | 30:13 – De Jong (Dijkema, Hamers)                  |            |                                                                      |
| | 0–8                         | 31:37 – Haverkorn van Rijsewijk (Wielenga)         |            |                                                                      |
| | 0–9                         | 32:32 – Tjin-A-Ton (Van Nes)                       |            |                                                                      |
| | 0–10                        | 33:07 – Tjin-A-Ton (Tegelaar, Schollaardt)         |            |                                                                      |
| | 0–11                        | 43:00 – Barton (Van der Zande, Noe)                |            |                                                                      |
| | 0–12                        | 43:23 – Wielenga (Van Nes)                         |            |                                                                      |
| | 0–13                        | 46:44 – Wielenga (Van Nes)                         |            |                                                                      |
| | 0–14                        | 59:31 – De Jong (Keijzer, Zwarthoed)               |            |                                                                      |
| E. Dukarič (S. Confidenti, Pren) – 59:45 | 1–14                        |                                                    |            |                                                                      |

| 4 tháng 11 năm 2016 20:00 | Ý | 2–0 (0–0, 1–0, 1–0) | Tây Ban Nha | Palacio del Hielo Txuri Urdin, San Sebastian Số khán giả: 252 |

| Nguồn                                                                                     | Nguồn           | Nguồn   | Nguồn        | Nguồn                                                                       |
| ----------------------------------------------------------------------------------------- | --------------- | ------- | ------------ | --------------------------------------------------------------------------- |
|                                                                                           | Daniela Klotz   | Thủ môn | Alba Gonzalo | Trọng tài: Marie Picavet Trọng tài biên: Alexandra Klaffki Joanna Pobożniak |
| \| Gius (Zandegiacomo) – 24:33 \| 1–0 \| \| \| Dalprà (De la Forest) – 40:18 \| 2–0 \| \| |                 |         |              | Trọng tài: Marie Picavet Trọng tài biên: Alexandra Klaffki Joanna Pobożniak |
| 14 phút                                                                                   | Số phút bị phạt | 12 phút |              | Trọng tài: Marie Picavet Trọng tài biên: Alexandra Klaffki Joanna Pobożniak |
| 38                                                                                        | Số cú đánh      | 4       |              | Trọng tài: Marie Picavet Trọng tài biên: Alexandra Klaffki Joanna Pobożniak |
| Gius (Zandegiacomo) – 24:33                                                               | 1–0             |         |              | Trọng tài: Marie Picavet Trọng tài biên: Alexandra Klaffki Joanna Pobożniak |
| Dalprà (De la Forest) – 40:18                                                             | 2–0             |         |              | Trọng tài: Marie Picavet Trọng tài biên: Alexandra Klaffki Joanna Pobożniak |

| 5 tháng 11 năm 2016 16:30 | Ý | 8–1 (2–1, 1–0, 5–0) | Slovenia | Palacio del Hielo Txuri Urdin, San Sebastian Số khán giả: 120 |

| Nguồn | Nguồn                      | Nguồn                        | Nguồn       | Nguồn                                                                   |
| --- | -------------------------- | ---------------------------- | ----------- | ----------------------------------------------------------------------- |
| | Daniela Klotz Elisa Biondi | Thủ môn                      | Pia Dukarič | Trọng tài: Ramona Weiss Trọng tài biên: Julia Johansson Lucie Svobodová |
| \| Masperi (Elliscasis) – 02:57 \| 1–0 \| \| \| Zandegiacomo (Gius, Saletta) – 15:46 \| 2–0 \| \| \| \| 2–1 \| 16:40 – Pren (S. Confidenti) \| \| De Rocco (Zandegiacomo, Saletta) – 24:22 \| 3–1 \| \| \| Furlani (De la Forest, De Rocco) – 40:44 \| 4–1 \| \| \| Dalprà (De Rocco, De la Forest) (PP) – 42:09 \| 5–1 \| \| \| Furlani (Dalprà, De la Forest) – 45:42 \| 6–1 \| \| \| Mattivi (De la Forest) – 52:34 \| 7–1 \| \| \| Carignano (Ricca, Elliscasis) – 54:13 \| 8–1 \| \| |                            |                              |             | Trọng tài: Ramona Weiss Trọng tài biên: Julia Johansson Lucie Svobodová |
| 10 phút | Số phút bị phạt            | 14 phút                      |             | Trọng tài: Ramona Weiss Trọng tài biên: Julia Johansson Lucie Svobodová |
| 46 | Số cú đánh                 | 7                            |             | Trọng tài: Ramona Weiss Trọng tài biên: Julia Johansson Lucie Svobodová |
| Masperi (Elliscasis) – 02:57 | 1–0                        |                              |             | Trọng tài: Ramona Weiss Trọng tài biên: Julia Johansson Lucie Svobodová |
| Zandegiacomo (Gius, Saletta) – 15:46 | 2–0                        |                              |             | Trọng tài: Ramona Weiss Trọng tài biên: Julia Johansson Lucie Svobodová |
| | 2–1                        | 16:40 – Pren (S. Confidenti) |             | Trọng tài: Ramona Weiss Trọng tài biên: Julia Johansson Lucie Svobodová |
| De Rocco (Zandegiacomo, Saletta) – 24:22 | 3–1                        |                              |             |                                                                         |
| Furlani (De la Forest, De Rocco) – 40:44 | 4–1                        |                              |             |                                                                         |
| Dalprà (De Rocco, De la Forest) (PP) – 42:09 | 5–1                        |                              |             |                                                                         |
| Furlani (Dalprà, De la Forest) – 45:42 | 6–1                        |                              |             |                                                                         |
| Mattivi (De la Forest) – 52:34 | 7–1                        |                              |             |                                                                         |
| Carignano (Ricca, Elliscasis) – 54:13 | 8–1                        |                              |             |                                                                         |

| 5 tháng 11 năm 2016 20:00 | Hà Lan | 2–0 (1–0, 1–0, 0–0) | Tây Ban Nha | Palacio del Hielo Txuri Urdin, San Sebastian Số khán giả: 357 |

| Nguồn                                                                                     | Nguồn           | Nguồn   | Nguồn        | Nguồn                                                                 |
| ----------------------------------------------------------------------------------------- | --------------- | ------- | ------------ | --------------------------------------------------------------------- |
|                                                                                           | Bianka Bos      | Thủ môn | Alba Gonzalo | Trọng tài: Maija Kontturi Trọng tài biên: Anina Egli Joanna Pobożniak |
| \| Zwarthoed (Hardenbol) – 09:21 \| 1–0 \| \| \| Hardenbol (De Jong) – 26:20 \| 2–0 \| \| |                 |         |              | Trọng tài: Maija Kontturi Trọng tài biên: Anina Egli Joanna Pobożniak |
| 12 phút                                                                                   | Số phút bị phạt | 6 phút  |              | Trọng tài: Maija Kontturi Trọng tài biên: Anina Egli Joanna Pobożniak |
| 60                                                                                        | Số cú đánh      | 14      |              | Trọng tài: Maija Kontturi Trọng tài biên: Anina Egli Joanna Pobożniak |
| Zwarthoed (Hardenbol) – 09:21                                                             | 1–0             |         |              | Trọng tài: Maija Kontturi Trọng tài biên: Anina Egli Joanna Pobożniak |
| Hardenbol (De Jong) – 26:20                                                               | 2–0             |         |              | Trọng tài: Maija Kontturi Trọng tài biên: Anina Egli Joanna Pobożniak |

| 6 tháng 11 năm 2016 16:30 | Hà Lan | 1–5 (0–3, 1–2, 0–0) | Ý | Palacio del Hielo Txuri Urdin, San Sebastian Số khán giả: 276 |

| Nguồn | Nguồn                 | Nguồn                                       | Nguồn         | Nguồn                                                                      |
| --- | --------------------- | ------------------------------------------- | ------------- | -------------------------------------------------------------------------- |
| | Bianka Bos Lisa Daams | Thủ môn                                     | Daniela Klotz | Trọng tài: Marie Picavet Trọng tài biên: Julia Johansson Alexandra Klaffki |
| \| \| 0–1 \| 00:29 – Dalprà (De la Forest) \| \| \| 0–2 \| 07:03 – Furlani (Dalprà, De la Forest) (PP) \| \| \| 0–3 \| 10:50 – Carignano (Masperi) \| \| De Jong (Zwarthoed) – 23:46 \| 1–3 \| \| \| \| 1–4 \| 29:16 – Dalprà (De Rocco) (PP) \| \| \| 1–5 \| 32:31 – De la Forest (Dalprà) (PP) \| |                       |                                             |               | Trọng tài: Marie Picavet Trọng tài biên: Julia Johansson Alexandra Klaffki |
| 53 phút | Số phút bị phạt       | 10 phút                                     |               | Trọng tài: Marie Picavet Trọng tài biên: Julia Johansson Alexandra Klaffki |
| 12 | Số cú đánh            | 31                                          |               | Trọng tài: Marie Picavet Trọng tài biên: Julia Johansson Alexandra Klaffki |
| | 0–1                   | 00:29 – Dalprà (De la Forest)               |               | Trọng tài: Marie Picavet Trọng tài biên: Julia Johansson Alexandra Klaffki |
| | 0–2                   | 07:03 – Furlani (Dalprà, De la Forest) (PP) |               | Trọng tài: Marie Picavet Trọng tài biên: Julia Johansson Alexandra Klaffki |
| | 0–3                   | 10:50 – Carignano (Masperi)                 |               | Trọng tài: Marie Picavet Trọng tài biên: Julia Johansson Alexandra Klaffki |
| De Jong (Zwarthoed) – 23:46 | 1–3                   |                                             |               |                                                                            |
| | 1–4                   | 29:16 – Dalprà (De Rocco) (PP)              |               |                                                                            |
| | 1–5                   | 32:31 – De la Forest (Dalprà) (PP)          |               |                                                                            |

| 6 tháng 11 năm 2016 20:00 | Tây Ban Nha | 5–1 (4–1, 0–0, 1–0) | Slovenia | Palacio del Hielo Txuri Urdin, San Sebastian Số khán giả: 168 |

| Nguồn | Nguồn           | Nguồn                                 | Nguồn           | Nguồn                                                              |
| --- | --------------- | ------------------------------------- | --------------- | ------------------------------------------------------------------ |
| | Alba Gonzalo    | Thủ môn                               | Ines Confidenti | Trọng tài: Ramona Weiss Trọng tài biên: Anina Egli Lucie Svobodová |
| \| Merino (V. Abrisqueta, Muñoz) (PP) – 03:02 \| 1–0 \| \| \| L. Abrisqueta (Merino, Senac Gómez) – 03:27 \| 2–0 \| \| \| Munoz (L. Danielsson, S. Danielsson) – 08:25 \| 3–0 \| \| \| Merino (Álvarez, L. Abrisqueta) – 12:51 \| 4–0 \| \| \| \| 4–1 \| 15:44 – Pren (Dukarič, S. Confidenti) \| \| Villar (V. Abrisqueta, Moreno) (PP) – 45:17 \| 5–1 \| \| |                 |                                       |                 | Trọng tài: Ramona Weiss Trọng tài biên: Anina Egli Lucie Svobodová |
| 10 phút | Số phút bị phạt | 8 phút                                |                 | Trọng tài: Ramona Weiss Trọng tài biên: Anina Egli Lucie Svobodová |
| 30 | Số cú đánh      | 26                                    |                 | Trọng tài: Ramona Weiss Trọng tài biên: Anina Egli Lucie Svobodová |
| Merino (V. Abrisqueta, Muñoz) (PP) – 03:02 | 1–0             |                                       |                 | Trọng tài: Ramona Weiss Trọng tài biên: Anina Egli Lucie Svobodová |
| L. Abrisqueta (Merino, Senac Gómez) – 03:27 | 2–0             |                                       |                 | Trọng tài: Ramona Weiss Trọng tài biên: Anina Egli Lucie Svobodová |
| Munoz (L. Danielsson, S. Danielsson) – 08:25 | 3–0             |                                       |                 | Trọng tài: Ramona Weiss Trọng tài biên: Anina Egli Lucie Svobodová |
| Merino (Álvarez, L. Abrisqueta) – 12:51 | 4–0             |                                       |                 |                                                                    |
| | 4–1             | 15:44 – Pren (Dukarič, S. Confidenti) |                 |                                                                    |
| Villar (V. Abrisqueta, Moreno) (PP) – 45:17 | 5–1             |                                       |                 |                                                                    |

## Vòng sơ loại 3
Hai bảng đấu được tổ chức từ 15 tới 18 tháng 12 năm 2016 ở Cergy-Pontoise của Pháp và Stavanger của Na Uy. Đội đầu mỗi bảng lọt vào vòng tiếp theo.

### Bảng E
| VT | Đội        | Tr | T | THP | BHP | B | BT | BB | BHS | Đ | Giành quyền tham dự |
| -- | ---------- | -- | - | --- | --- | - | -- | -- | --- | - | ------------------- |
| 1  | Pháp (H)   | 3  | 3 | 0   | 0   | 0 | 14 | 2  | +12 | 9 | Vòng loại chung kết |
| 2  | Ý          | 3  | 2 | 0   | 0   | 1 | 7  | 5  | +2  | 6 |                     |
| 3  | Latvia     | 3  | 1 | 0   | 0   | 2 | 7  | 13 | −6  | 3 |                     |
| 4  | Trung Quốc | 3  | 0 | 0   | 0   | 3 | 2  | 10 | −8  | 0 |                     |

#### Kết quả
Giờ thi đấu là giờ địa phương (UTC+1).
| 15 tháng 12 năm 2016 16:00 | Latvia | 2–3 (2–0, 0–2, 0–1) | Ý | Aren'Ice, Cergy-Pontoise Số khán giả: 92 |

| Nguồn | Nguồn            | Nguồn                                    | Nguồn         | Nguồn                                                                                |
| --- | ---------------- | ---------------------------------------- | ------------- | ------------------------------------------------------------------------------------ |
| | Kristiana Apsīte | Thủ môn                                  | Daniela Klotz | Trọng tài: Aina Hove Melissa Szkola Trọng tài biên: Bettina Angerer Charlotte Girard |
| \| Miljone (Pētersone) – 02:32 \| 1–0 \| \| \| Miljone (Kublina, Pētersone) – 19:19 \| 2–0 \| \| \| \| 2–1 \| 28:09 – Elliscasis (De Rocco, Orlandini) \| \| \| 2–2 \| 33:45 – Mistrotofolo (De Rocco, Saletta) \| \| \| 2–3 \| 46:18 – Ricca (Gius) \| |                  |                                          |               | Trọng tài: Aina Hove Melissa Szkola Trọng tài biên: Bettina Angerer Charlotte Girard |
| 4 phút | Số phút bị phạt  | 10 phút                                  |               | Trọng tài: Aina Hove Melissa Szkola Trọng tài biên: Bettina Angerer Charlotte Girard |
| 22 | Số cú đánh       | 31                                       |               | Trọng tài: Aina Hove Melissa Szkola Trọng tài biên: Bettina Angerer Charlotte Girard |
| Miljone (Pētersone) – 02:32 | 1–0              |                                          |               | Trọng tài: Aina Hove Melissa Szkola Trọng tài biên: Bettina Angerer Charlotte Girard |
| Miljone (Kublina, Pētersone) – 19:19 | 2–0              |                                          |               | Trọng tài: Aina Hove Melissa Szkola Trọng tài biên: Bettina Angerer Charlotte Girard |
| | 2–1              | 28:09 – Elliscasis (De Rocco, Orlandini) |               | Trọng tài: Aina Hove Melissa Szkola Trọng tài biên: Bettina Angerer Charlotte Girard |
| | 2–2              | 33:45 – Mistrotofolo (De Rocco, Saletta) |               |                                                                                      |
| | 2–3              | 46:18 – Ricca (Gius)                     |               |                                                                                      |

| 15 tháng 12 năm 2016 19:30 | Trung Quốc | 0–3 (0–0, 0–2, 0–1) | Pháp | Aren'Ice, Cergy-Pontoise Số khán giả: 707 |

| Nguồn | Nguồn           | Nguồn                           | Nguồn           | Nguồn                                                                                            |
| --- | --------------- | ------------------------------- | --------------- | ------------------------------------------------------------------------------------------------ |
| | He Siye         | Thủ môn                         | Caroline Baldin | Trọng tài: Nikoleta Celárová Katarina Timglas Trọng tài biên: Michaela Kúdelová Zuzana Svobodová |
| \| \| 0–1 \| 28:47 – Jouanny (Fohrer) (EA) \| \| \| 0–2 \| 32:07 – Baudrit (Duvin, Fohrer) \| \| \| 0–3 \| 45:06 – Duvin (Fohrer) \| |                 |                                 |                 | Trọng tài: Nikoleta Celárová Katarina Timglas Trọng tài biên: Michaela Kúdelová Zuzana Svobodová |
| 8 phút | Số phút bị phạt | 4 phút                          |                 | Trọng tài: Nikoleta Celárová Katarina Timglas Trọng tài biên: Michaela Kúdelová Zuzana Svobodová |
| 8 | Số cú đánh      | 36                              |                 | Trọng tài: Nikoleta Celárová Katarina Timglas Trọng tài biên: Michaela Kúdelová Zuzana Svobodová |
| | 0–1             | 28:47 – Jouanny (Fohrer) (EA)   |                 | Trọng tài: Nikoleta Celárová Katarina Timglas Trọng tài biên: Michaela Kúdelová Zuzana Svobodová |
| | 0–2             | 32:07 – Baudrit (Duvin, Fohrer) |                 | Trọng tài: Nikoleta Celárová Katarina Timglas Trọng tài biên: Michaela Kúdelová Zuzana Svobodová |
| | 0–3             | 45:06 – Duvin (Fohrer)          |                 | Trọng tài: Nikoleta Celárová Katarina Timglas Trọng tài biên: Michaela Kúdelová Zuzana Svobodová |

| 16 tháng 12 năm 2016 16:00 | Latvia | 4–2 (2–0, 1–2, 1–0) | Trung Quốc | Aren'Ice, Cergy-Pontoise Số khán giả: 85 |

| Nguồn | Nguồn            | Nguồn                              | Nguồn               | Nguồn                                                                                   |
| --- | ---------------- | ---------------------------------- | ------------------- | --------------------------------------------------------------------------------------- |
| | Kristiana Apsīte | Thủ môn                            | He Siye Wang Yuqing | Trọng tài: Aina Hove Katarina Timglas Trọng tài biên: Charlotte Girard Zuzana Svobodová |
| \| Bičevska (Koka) – 03:22 \| 1–0 \| \| \| Bičevska (Koka) – 07:20 \| 2–0 \| \| \| Ag. Apsīte (Koka, Bičevska) – 20:53 \| 3–0 \| \| \| \| 3–1 \| 27:52 – Zhang (Baiwei, Kong) (PP2) \| \| \| 3–2 \| 39:49 – Fang \| \| Pētersone (Mihejenko) – 52:13 \| 4–2 \| \| |                  |                                    |                     | Trọng tài: Aina Hove Katarina Timglas Trọng tài biên: Charlotte Girard Zuzana Svobodová |
| 6 phút | Số phút bị phạt  | 0 phút                             |                     | Trọng tài: Aina Hove Katarina Timglas Trọng tài biên: Charlotte Girard Zuzana Svobodová |
| 22 | Số cú đánh       | 20                                 |                     | Trọng tài: Aina Hove Katarina Timglas Trọng tài biên: Charlotte Girard Zuzana Svobodová |
| Bičevska (Koka) – 03:22 | 1–0              |                                    |                     | Trọng tài: Aina Hove Katarina Timglas Trọng tài biên: Charlotte Girard Zuzana Svobodová |
| Bičevska (Koka) – 07:20 | 2–0              |                                    |                     | Trọng tài: Aina Hove Katarina Timglas Trọng tài biên: Charlotte Girard Zuzana Svobodová |
| Ag. Apsīte (Koka, Bičevska) – 20:53 | 3–0              |                                    |                     | Trọng tài: Aina Hove Katarina Timglas Trọng tài biên: Charlotte Girard Zuzana Svobodová |
| | 3–1              | 27:52 – Zhang (Baiwei, Kong) (PP2) |                     |                                                                                         |
| | 3–2              | 39:49 – Fang                       |                     |                                                                                         |
| Pētersone (Mihejenko) – 52:13 | 4–2              |                                    |                     |                                                                                         |

| 16 tháng 12 năm 2016 19:30 | Pháp | 3–1 (0–0, 1–0, 2–1) | Ý | Aren'Ice, Cergy-Pontoise Số khán giả: 800 |

| Nguồn | Nguồn            | Nguồn                  | Nguồn         | Nguồn                                                                                             |
| --- | ---------------- | ---------------------- | ------------- | ------------------------------------------------------------------------------------------------- |
| | Caroline Lambert | Thủ môn                | Daniela Klotz | Trọng tài: Nikoleta Celárová Melissa Szkola Trọng tài biên: Magdaléna Čerhitová Michaela Kúdelová |
| \| Allemoz (Locatelli, Passard) – 24:44 \| 1–0 \| \| \| \| 1–1 \| 50:09 – Furlani (Gius) \| \| Allemoz (Passard, Aurard) – 58:18 \| 2–1 \| \| \| Jouanny (Baudrit, Fohrer) (ENG) – 59:13 \| 3–1 \| \| |                  |                        |               | Trọng tài: Nikoleta Celárová Melissa Szkola Trọng tài biên: Magdaléna Čerhitová Michaela Kúdelová |
| 8 phút | Số phút bị phạt  | 16 phút                |               | Trọng tài: Nikoleta Celárová Melissa Szkola Trọng tài biên: Magdaléna Čerhitová Michaela Kúdelová |
| 38 | Số cú đánh       | 14                     |               | Trọng tài: Nikoleta Celárová Melissa Szkola Trọng tài biên: Magdaléna Čerhitová Michaela Kúdelová |
| Allemoz (Locatelli, Passard) – 24:44 | 1–0              |                        |               | Trọng tài: Nikoleta Celárová Melissa Szkola Trọng tài biên: Magdaléna Čerhitová Michaela Kúdelová |
| | 1–1              | 50:09 – Furlani (Gius) |               | Trọng tài: Nikoleta Celárová Melissa Szkola Trọng tài biên: Magdaléna Čerhitová Michaela Kúdelová |
| Allemoz (Passard, Aurard) – 58:18 | 2–1              |                        |               | Trọng tài: Nikoleta Celárová Melissa Szkola Trọng tài biên: Magdaléna Čerhitová Michaela Kúdelová |
| Jouanny (Baudrit, Fohrer) (ENG) – 59:13 | 3–1              |                        |               |                                                                                                   |

| 18 tháng 12 năm 2016 16:00 | Ý | 3–0 (0–0, 1–0, 2–0) | Trung Quốc | Aren'Ice, Cergy-Pontoise Số khán giả: 153 |

| Nguồn | Nguồn           | Nguồn   | Nguồn       | Nguồn                                                                                     |
| --- | --------------- | ------- | ----------- | ----------------------------------------------------------------------------------------- |
| | Daniela Klotz   | Thủ môn | Wang Yuqing | Trọng tài: Nikoleta Celárová Aina Hove Trọng tài biên: Charlotte Girard Michaela Kúdelová |
| \| Elliscasis (Galtieri) – 28:16 \| 1–0 \| \| \| Furlani (De Rocco, Dalpra) – 40:09 \| 2–0 \| \| \| Mattivi (Saletta) (ENG) – 58:58 \| 3–0 \| \| |                 |         |             | Trọng tài: Nikoleta Celárová Aina Hove Trọng tài biên: Charlotte Girard Michaela Kúdelová |
| 0 phút | Số phút bị phạt | 6 phút  |             | Trọng tài: Nikoleta Celárová Aina Hove Trọng tài biên: Charlotte Girard Michaela Kúdelová |
| 33 | Số cú đánh      | 17      |             | Trọng tài: Nikoleta Celárová Aina Hove Trọng tài biên: Charlotte Girard Michaela Kúdelová |
| Elliscasis (Galtieri) – 28:16 | 1–0             |         |             | Trọng tài: Nikoleta Celárová Aina Hove Trọng tài biên: Charlotte Girard Michaela Kúdelová |
| Furlani (De Rocco, Dalpra) – 40:09 | 2–0             |         |             | Trọng tài: Nikoleta Celárová Aina Hove Trọng tài biên: Charlotte Girard Michaela Kúdelová |
| Mattivi (Saletta) (ENG) – 58:58 | 3–0             |         |             | Trọng tài: Nikoleta Celárová Aina Hove Trọng tài biên: Charlotte Girard Michaela Kúdelová |

| 18 tháng 12 năm 2016 19:30 | Pháp | 8–1 (4–0, 3–0, 1–1) | Latvia | Aren'Ice, Cergy-Pontoise Số khán giả: 928 |

| Nguồn | Nguồn           | Nguồn                        | Nguồn            | Nguồn                                                                                          |
| --- | --------------- | ---------------------------- | ---------------- | ---------------------------------------------------------------------------------------------- |
| | Caroline Baldin | Thủ môn                      | Kristiana Apsīte | Trọng tài: Melissa Szkola Katarina Timglas Trọng tài biên: Bettina Angerer Magdaléna Čerhitová |
| \| Fohrer (Baudrit) – 01:46 \| 1–0 \| \| \| Passard (Parment) – 05:48 \| 2–0 \| \| \| Aurard (Passard) – 08:06 \| 3–0 \| \| \| Passard (Allemoz) – 11:12 \| 4–0 \| \| \| Escudero (Bouché) – 23:25 \| 5–0 \| \| \| Jouanny (Vix) – 23:52 \| 6–0 \| \| \| Fohrer (Gendarme) (PP) – 34:55 \| 7–0 \| \| \| \| 7–1 \| 42:57 – Ag. Apsīte (Miljone) \| \| Allemoz (Locatelli) (PP) – 52:47 \| 8–1 \| \| |                 |                              |                  | Trọng tài: Melissa Szkola Katarina Timglas Trọng tài biên: Bettina Angerer Magdaléna Čerhitová |
| 12 phút | Số phút bị phạt | 6 phút                       |                  | Trọng tài: Melissa Szkola Katarina Timglas Trọng tài biên: Bettina Angerer Magdaléna Čerhitová |
| 49 | Số cú đánh      | 22                           |                  | Trọng tài: Melissa Szkola Katarina Timglas Trọng tài biên: Bettina Angerer Magdaléna Čerhitová |
| Fohrer (Baudrit) – 01:46 | 1–0             |                              |                  | Trọng tài: Melissa Szkola Katarina Timglas Trọng tài biên: Bettina Angerer Magdaléna Čerhitová |
| Passard (Parment) – 05:48 | 2–0             |                              |                  | Trọng tài: Melissa Szkola Katarina Timglas Trọng tài biên: Bettina Angerer Magdaléna Čerhitová |
| Aurard (Passard) – 08:06 | 3–0             |                              |                  | Trọng tài: Melissa Szkola Katarina Timglas Trọng tài biên: Bettina Angerer Magdaléna Čerhitová |
| Passard (Allemoz) – 11:12 | 4–0             |                              |                  |                                                                                                |
| Escudero (Bouché) – 23:25 | 5–0             |                              |                  |                                                                                                |
| Jouanny (Vix) – 23:52 | 6–0             |                              |                  |                                                                                                |
| Fohrer (Gendarme) (PP) – 34:55 | 7–0             |                              |                  |                                                                                                |
| | 7–1             | 42:57 – Ag. Apsīte (Miljone) |                  |                                                                                                |
| Allemoz (Locatelli) (PP) – 52:47 | 8–1             |                              |                  |                                                                                                |

### Bảng F
| VT | Đội        | Tr | T | THP | BHP | B | BT | BB | BHS | Đ | Giành quyền tham dự |
| -- | ---------- | -- | - | --- | --- | - | -- | -- | --- | - | ------------------- |
| 1  | Na Uy (H)  | 3  | 3 | 0   | 0   | 0 | 15 | 2  | +13 | 9 | Vòng loại chung kết |
| 2  | Hungary    | 3  | 2 | 0   | 0   | 1 | 7  | 6  | +1  | 6 |                     |
| 3  | Slovakia   | 3  | 1 | 0   | 0   | 2 | 5  | 8  | −3  | 3 |                     |
| 4  | Kazakhstan | 3  | 0 | 0   | 0   | 3 | 2  | 13 | −11 | 0 |                     |

#### Kết quả
Giờ thi đấu là giờ địa phương (UTC+1).
| 16 tháng 12 năm 2016 15:00 | Slovakia | 3–0 (1–0, 0–0, 2–0) | Kazakhstan | DNB Arena, Stavanger Số khán giả: 48 |

| Nguồn | Nguồn            | Nguồn   | Nguồn           | Nguồn                                                                             |
| --- | ---------------- | ------- | --------------- | --------------------------------------------------------------------------------- |
| | Romana Kiapešová | Thủ môn | Daria Dmitrieva | Trọng tài: Gabriella Gran Kaisa Ketonen Trọng tài biên: Liv Andersson Bente Owren |
| \| Mikesková (Kapustová) – 18:51 \| 1–0 \| \| \| Istocyova (PP) – 45:25 \| 2–0 \| \| \| Ihnatova (Mikesková, Kapustová) – 57:30 \| 3–0 \| \| |                  |         |                 | Trọng tài: Gabriella Gran Kaisa Ketonen Trọng tài biên: Liv Andersson Bente Owren |
| 10 phút | Số phút bị phạt  | 12 phút |                 | Trọng tài: Gabriella Gran Kaisa Ketonen Trọng tài biên: Liv Andersson Bente Owren |
| 31 | Số cú đánh       | 17      |                 | Trọng tài: Gabriella Gran Kaisa Ketonen Trọng tài biên: Liv Andersson Bente Owren |
| Mikesková (Kapustová) – 18:51 | 1–0              |         |                 | Trọng tài: Gabriella Gran Kaisa Ketonen Trọng tài biên: Liv Andersson Bente Owren |
| Istocyova (PP) – 45:25 | 2–0              |         |                 | Trọng tài: Gabriella Gran Kaisa Ketonen Trọng tài biên: Liv Andersson Bente Owren |
| Ihnatova (Mikesková, Kapustová) – 57:30 | 3–0              |         |                 | Trọng tài: Gabriella Gran Kaisa Ketonen Trọng tài biên: Liv Andersson Bente Owren |

| 16 tháng 12 năm 2016 18:30 | Hungary | 0–4 (0–1, 0–3, 0–0) | Na Uy | DNB Arena, Stavanger Số khán giả: 331 |

| Nguồn | Nguồn           | Nguồn                              | Nguồn       | Nguồn                                                                                       |
| --- | --------------- | ---------------------------------- | ----------- | ------------------------------------------------------------------------------------------- |
| | Anikó Németh    | Thủ môn                            | Ena Nyström | Trọng tài: Deana Cuglietta Katie Guay Trọng tài biên: Jacqueline Spresser Johanna Taurianen |
| \| \| 0–1 \| 16:17 – Morset (Haug-Hansen) (PP) \| \| \| 0–2 \| 33:11 – Martinsen \| \| \| 0–3 \| 36:59 – Haug-Hansen (Olafsen) (PP) \| \| \| 0–4 \| 37:43 – Bergesen (Pedersen) \| |                 |                                    |             | Trọng tài: Deana Cuglietta Katie Guay Trọng tài biên: Jacqueline Spresser Johanna Taurianen |
| 6 phút | Số phút bị phạt | 8 phút                             |             | Trọng tài: Deana Cuglietta Katie Guay Trọng tài biên: Jacqueline Spresser Johanna Taurianen |
| 23 | Số cú đánh      | 30                                 |             | Trọng tài: Deana Cuglietta Katie Guay Trọng tài biên: Jacqueline Spresser Johanna Taurianen |
| | 0–1             | 16:17 – Morset (Haug-Hansen) (PP)  |             | Trọng tài: Deana Cuglietta Katie Guay Trọng tài biên: Jacqueline Spresser Johanna Taurianen |
| | 0–2             | 33:11 – Martinsen                  |             | Trọng tài: Deana Cuglietta Katie Guay Trọng tài biên: Jacqueline Spresser Johanna Taurianen |
| | 0–3             | 36:59 – Haug-Hansen (Olafsen) (PP) |             | Trọng tài: Deana Cuglietta Katie Guay Trọng tài biên: Jacqueline Spresser Johanna Taurianen |
| | 0–4             | 37:43 – Bergesen (Pedersen)        |             |                                                                                             |

| 17 tháng 12 năm 2016 15:00 | Slovakia | 0–2 (0–0, 0–0, 0–2) | Hungary | DNB Arena, Stavanger Số khán giả: 70 |

| Nguồn                                                                                               | Nguồn            | Nguồn                              | Nguồn        | Nguồn                                                                              |
| --------------------------------------------------------------------------------------------------- | ---------------- | ---------------------------------- | ------------ | ---------------------------------------------------------------------------------- |
| | Romana Kiapešová | Thủ môn                            | Anikó Németh | Trọng tài: Gabriella Gran Katie Guay Trọng tài biên: Bente Owren Johanna Taurianen |
| \| \| 0–1 \| 49:07 – Gowie (T. Horváth, Dabasi) \| \| \| 0–2 \| 59:07 – Kiss (Grković) (SH, ENG) \| |                  |                                    |              | Trọng tài: Gabriella Gran Katie Guay Trọng tài biên: Bente Owren Johanna Taurianen |
| 6 phút                                                                                              | Số phút bị phạt  | 10 phút                            |              | Trọng tài: Gabriella Gran Katie Guay Trọng tài biên: Bente Owren Johanna Taurianen |
| 29                                                                                                  | Số cú đánh       | 26                                 |              | Trọng tài: Gabriella Gran Katie Guay Trọng tài biên: Bente Owren Johanna Taurianen |
| | 0–1              | 49:07 – Gowie (T. Horváth, Dabasi) |              | Trọng tài: Gabriella Gran Katie Guay Trọng tài biên: Bente Owren Johanna Taurianen |
| | 0–2              | 59:07 – Kiss (Grković) (SH, ENG)   |              | Trọng tài: Gabriella Gran Katie Guay Trọng tài biên: Bente Owren Johanna Taurianen |

| 17 tháng 12 năm 2016 18:30 | Na Uy | 5–0 (1–0, 1–0, 3–0) | Kazakhstan | DNB Arena, Stavanger Số khán giả: 216 |

| Nguồn | Nguồn           | Nguồn   | Nguồn                             | Nguồn                                                                                         |
| --- | --------------- | ------- | --------------------------------- | --------------------------------------------------------------------------------------------- |
| | Ena Nyström     | Thủ môn | Daria Dmitrieva Aizhan Raushanova | Trọng tài: Deana Cuglietta Kaisa Ketonen Trọng tài biên: Jessica Lundgren Jacqueline Spresser |
| \| Fischer (Holøs) – 13:01 \| 1–0 \| \| \| Morset (Dalen, Sirum) – 25:12 \| 2–0 \| \| \| Sirum (Engmann) – 48:00 \| 3–0 \| \| \| Bialik (Fischer) – 48:28 \| 4–0 \| \| \| Engmann (Fischer, Olafsen) – 57:59 \| 5–0 \| \| |                 |         |                                   | Trọng tài: Deana Cuglietta Kaisa Ketonen Trọng tài biên: Jessica Lundgren Jacqueline Spresser |
| 6 phút | Số phút bị phạt | 8 phút  |                                   | Trọng tài: Deana Cuglietta Kaisa Ketonen Trọng tài biên: Jessica Lundgren Jacqueline Spresser |
| 53 | Số cú đánh      | 11      |                                   | Trọng tài: Deana Cuglietta Kaisa Ketonen Trọng tài biên: Jessica Lundgren Jacqueline Spresser |
| Fischer (Holøs) – 13:01 | 1–0             |         |                                   | Trọng tài: Deana Cuglietta Kaisa Ketonen Trọng tài biên: Jessica Lundgren Jacqueline Spresser |
| Morset (Dalen, Sirum) – 25:12 | 2–0             |         |                                   | Trọng tài: Deana Cuglietta Kaisa Ketonen Trọng tài biên: Jessica Lundgren Jacqueline Spresser |
| Sirum (Engmann) – 48:00 | 3–0             |         |                                   | Trọng tài: Deana Cuglietta Kaisa Ketonen Trọng tài biên: Jessica Lundgren Jacqueline Spresser |
| Bialik (Fischer) – 48:28 | 4–0             |         |                                   |                                                                                               |
| Engmann (Fischer, Olafsen) – 57:59 | 5–0             |         |                                   |                                                                                               |

| 18 tháng 12 năm 2016 14:30 | Kazakhstan | 2–5 (0–0, 1–3, 1–2) | Hungary | DNB Arena, Stavanger Số khán giả: 34 |

| Nguồn | Nguồn                             | Nguồn                                       | Nguồn        | Nguồn                                                                                       |
| --- | --------------------------------- | ------------------------------------------- | ------------ | ------------------------------------------------------------------------------------------- |
| | Daria Dmitrieva Aizhan Raushanova | Thủ môn                                     | Anikó Németh | Trọng tài: Deana Cuglietta Gabriella Gran Trọng tài biên: Liv Andersson Jacqueline Spresser |
| \| \| 0–1 \| 23:03 – H. Pintér (L. Pintér, Medgyes) (PP) \| \| \| 0–2 \| 27:47 – Somogyi (Medgyes, Kiss) \| \| \| 0–3 \| 29:07 – H. Pintér \| \| Koroleva (Aldabergenova, Konysheva) – 37:35 \| 1–3 \| \| \| \| 1–4 \| 45:01 – Medgyes (Dabasi, Gowie) (PP) \| \| \| 1–5 \| 50:13 – T. Horváth (Dabasi) (PP) \| \| Ryspek (Fux) – 56:10 \| 2–5 \| \| |                                   |                                             |              | Trọng tài: Deana Cuglietta Gabriella Gran Trọng tài biên: Liv Andersson Jacqueline Spresser |
| 16 phút | Số phút bị phạt                   | 2 phút                                      |              | Trọng tài: Deana Cuglietta Gabriella Gran Trọng tài biên: Liv Andersson Jacqueline Spresser |
| 26 | Số cú đánh                        | 37                                          |              | Trọng tài: Deana Cuglietta Gabriella Gran Trọng tài biên: Liv Andersson Jacqueline Spresser |
| | 0–1                               | 23:03 – H. Pintér (L. Pintér, Medgyes) (PP) |              | Trọng tài: Deana Cuglietta Gabriella Gran Trọng tài biên: Liv Andersson Jacqueline Spresser |
| | 0–2                               | 27:47 – Somogyi (Medgyes, Kiss)             |              | Trọng tài: Deana Cuglietta Gabriella Gran Trọng tài biên: Liv Andersson Jacqueline Spresser |
| | 0–3                               | 29:07 – H. Pintér                           |              | Trọng tài: Deana Cuglietta Gabriella Gran Trọng tài biên: Liv Andersson Jacqueline Spresser |
| Koroleva (Aldabergenova, Konysheva) – 37:35 | 1–3                               |                                             |              |                                                                                             |
| | 1–4                               | 45:01 – Medgyes (Dabasi, Gowie) (PP)        |              |                                                                                             |
| | 1–5                               | 50:13 – T. Horváth (Dabasi) (PP)            |              |                                                                                             |
| Ryspek (Fux) – 56:10 | 2–5                               |                                             |              |                                                                                             |

| 18 tháng 12 năm 2016 18:00 | Na Uy | 6–2 (1–0, 2–2, 3–0) | Slovakia | DNB Arena, Stavanger Số khán giả: 244 |

| Nguồn | Nguồn           | Nguồn                                | Nguồn            | Nguồn                                                                                  |
| --- | --------------- | ------------------------------------ | ---------------- | -------------------------------------------------------------------------------------- |
| | Ena Nyström     | Thủ môn                              | Romana Kiapešová | Trọng tài: Katie Guay Kaisa Ketonen Trọng tài biên: Jessica Lundgren Johanna Taurianen |
| \| Martinsen (Haug-Hansen, Tendenes) – 13:36 \| 1–0 \| \| \| \| 1–1 \| 20:45 – Istocyova (Klimešová) (PP) \| \| Sirum (Morset, Olafsen) (PP2) – 25:41 \| 2–1 \| \| \| Fischer (Dalen, Bialik) – 28:15 \| 3–1 \| \| \| \| 3–2 \| 30:14 – Ihnatova (Klimešová, Gápová) \| \| Tendenes (Hjelm, Sirum) – 41:04 \| 4–2 \| \| \| Fischer (Bialik) – 48:15 \| 5–2 \| \| \| Holos (Martinsen, Dalen) (PP2) – 55:02 \| 6–2 \| \| |                 |                                      |                  | Trọng tài: Katie Guay Kaisa Ketonen Trọng tài biên: Jessica Lundgren Johanna Taurianen |
| 33 phút | Số phút bị phạt | 16 phút                              |                  | Trọng tài: Katie Guay Kaisa Ketonen Trọng tài biên: Jessica Lundgren Johanna Taurianen |
| 38 | Số cú đánh      | 21                                   |                  | Trọng tài: Katie Guay Kaisa Ketonen Trọng tài biên: Jessica Lundgren Johanna Taurianen |
| Martinsen (Haug-Hansen, Tendenes) – 13:36 | 1–0             |                                      |                  | Trọng tài: Katie Guay Kaisa Ketonen Trọng tài biên: Jessica Lundgren Johanna Taurianen |
| | 1–1             | 20:45 – Istocyova (Klimešová) (PP)   |                  | Trọng tài: Katie Guay Kaisa Ketonen Trọng tài biên: Jessica Lundgren Johanna Taurianen |
| Sirum (Morset, Olafsen) (PP2) – 25:41 | 2–1             |                                      |                  | Trọng tài: Katie Guay Kaisa Ketonen Trọng tài biên: Jessica Lundgren Johanna Taurianen |
| Fischer (Dalen, Bialik) – 28:15 | 3–1             |                                      |                  |                                                                                        |
| | 3–2             | 30:14 – Ihnatova (Klimešová, Gápová) |                  |                                                                                        |
| Tendenes (Hjelm, Sirum) – 41:04 | 4–2             |                                      |                  |                                                                                        |
| Fischer (Bialik) – 48:15 | 5–2             |                                      |                  |                                                                                        |
| Holos (Martinsen, Dalen) (PP2) – 55:02 | 6–2             |                                      |                  |                                                                                        |

## Vòng loại chung kết
Các bảng đấu diễn ra từ 9 tới 12 tháng 2 năm 2017 ở Arosa, Thụy Sĩ và Tomakomai, Nhật Bản. Hai đội đầu mỗi bảng giành vé dự Olympic.

### Bảng C
| VT | Đội          | Tr | T | THP | BHP | B | BT | BB | BHS | Đ | Giành quyền tham dự       |
| -- | ------------ | -- | - | --- | --- | - | -- | -- | --- | - | ------------------------- |
| 1  | Thụy Sĩ (H)  | 3  | 3 | 0   | 0   | 0 | 14 | 3  | +11 | 9 | Thế vận hội Mùa đông 2018 |
| 2  | Cộng hòa Séc | 3  | 2 | 0   | 0   | 1 | 10 | 7  | +3  | 6 |                           |
| 3  | Na Uy        | 3  | 1 | 0   | 0   | 2 | 6  | 10 | −4  | 3 |                           |
| 4  | Đan Mạch     | 3  | 0 | 0   | 0   | 3 | 5  | 15 | −10 | 0 |                           |

#### Kết quả
Giờ thi đấu là giờ địa phương (UTC+1).
| 9 tháng 2 năm 2017 16:00 | Đan Mạch | 1–6 (0–2, 0–3, 1–1) | Thụy Sĩ | Sport- und Kongresszentrum, Arosa Số khán giả: 450 |

| Nguồn | Nguồn           | Nguồn                                | Nguồn              | Nguồn                                                                                 |
| --- | --------------- | ------------------------------------ | ------------------ | ------------------------------------------------------------------------------------- |
| | Lisa Jensen     | Thủ môn                              | Florence Schelling | Trọng tài: Dina Allen Nicole Hertrich Trọng tài biên: Veronica Johansson Justine Todd |
| \| \| 0–1 \| 09:18 – Müller (Waidacher, Stalder) \| \| \| 0–2 \| 14:06 – Meier (Stalder, Müller) (PP) \| \| \| 0–3 \| 33:18 – Stalder (Müller, Zollinger) \| \| \| 0–4 \| 35:44 – Zollinger (Bullo) \| \| \| 0–5 \| 39:00 – Stalder (Meier, Müller) (SH) \| \| Langsager – 49:48 \| 1–5 \| \| \| \| 1–6 \| 51:43 – Stalder (PS) \| |                 |                                      |                    | Trọng tài: Dina Allen Nicole Hertrich Trọng tài biên: Veronica Johansson Justine Todd |
| 10 phút | Số phút bị phạt | 12 phút                              |                    | Trọng tài: Dina Allen Nicole Hertrich Trọng tài biên: Veronica Johansson Justine Todd |
| 14 | Số cú đánh      | 41                                   |                    | Trọng tài: Dina Allen Nicole Hertrich Trọng tài biên: Veronica Johansson Justine Todd |
| | 0–1             | 09:18 – Müller (Waidacher, Stalder)  |                    | Trọng tài: Dina Allen Nicole Hertrich Trọng tài biên: Veronica Johansson Justine Todd |
| | 0–2             | 14:06 – Meier (Stalder, Müller) (PP) |                    | Trọng tài: Dina Allen Nicole Hertrich Trọng tài biên: Veronica Johansson Justine Todd |
| | 0–3             | 33:18 – Stalder (Müller, Zollinger)  |                    | Trọng tài: Dina Allen Nicole Hertrich Trọng tài biên: Veronica Johansson Justine Todd |
| | 0–4             | 35:44 – Zollinger (Bullo)            |                    |                                                                                       |
| | 0–5             | 39:00 – Stalder (Meier, Müller) (SH) |                    |                                                                                       |
| Langsager – 49:48 | 1–5             |                                      |                    |                                                                                       |
| | 1–6             | 51:43 – Stalder (PS)                 |                    |                                                                                       |

| 9 tháng 2 năm 2017 20:00 | Cộng hòa Séc | 5–0 (2–0, 3–0, 0–0) | Na Uy | Sport- und Kongresszentrum, Arosa Số khán giả: 150 |

| Nguồn | Nguồn           | Nguồn   | Nguồn       | Nguồn                                                                                      |
| --- | --------------- | ------- | ----------- | ------------------------------------------------------------------------------------------ |
| | Klara Peslarová | Thủ môn | Ena Nystrøm | Trọng tài: Gabrielle Ariano-Lortie Miyuki Nakayama Trọng tài biên: Magali Anex Lisa Linnek |
| \| Křížová (Mrázová, Lédlová) – 04:15 \| 1–0 \| \| \| Pejzlová (Přibylová, Vanišová) – 17:25 \| 2–0 \| \| \| Lédlová (Polenská, Škrdlová) – 32:09 \| 3–0 \| \| \| Křížová (Tejralová, Zíková) (PP) – 35:35 \| 4–0 \| \| \| Manhartová (Povova, Studentová) (PP) – 38:30 \| 5–0 \| \| |                 |         |             | Trọng tài: Gabrielle Ariano-Lortie Miyuki Nakayama Trọng tài biên: Magali Anex Lisa Linnek |
| 6 phút | Số phút bị phạt | 10 phút |             | Trọng tài: Gabrielle Ariano-Lortie Miyuki Nakayama Trọng tài biên: Magali Anex Lisa Linnek |
| 38 | Số cú đánh      | 18      |             | Trọng tài: Gabrielle Ariano-Lortie Miyuki Nakayama Trọng tài biên: Magali Anex Lisa Linnek |
| Křížová (Mrázová, Lédlová) – 04:15 | 1–0             |         |             | Trọng tài: Gabrielle Ariano-Lortie Miyuki Nakayama Trọng tài biên: Magali Anex Lisa Linnek |
| Pejzlová (Přibylová, Vanišová) – 17:25 | 2–0             |         |             | Trọng tài: Gabrielle Ariano-Lortie Miyuki Nakayama Trọng tài biên: Magali Anex Lisa Linnek |
| Lédlová (Polenská, Škrdlová) – 32:09 | 3–0             |         |             | Trọng tài: Gabrielle Ariano-Lortie Miyuki Nakayama Trọng tài biên: Magali Anex Lisa Linnek |
| Křížová (Tejralová, Zíková) (PP) – 35:35 | 4–0             |         |             |                                                                                            |
| Manhartová (Povova, Studentová) (PP) – 38:30 | 5–0             |         |             |                                                                                            |

| 11 tháng 2 năm 2017 16:00 | Thụy Sĩ | 4–1 (1–1, 1–0, 2–0) | Na Uy | Sport- und Kongresszentrum, Arosa Số khán giả: 1.123 |

| Nguồn | Nguồn              | Nguồn                         | Nguồn       | Nguồn                                                                          |
| --- | ------------------ | ----------------------------- | ----------- | ------------------------------------------------------------------------------ |
| | Florence Schelling | Thủ môn                       | Ena Nystrøm | Trọng tài: Dina Allen Miyuki Nakayama Trọng tài biên: Lisa Linnek Nataša Pagon |
| \| Stalder (Raselli) (PP) – 02:27 \| 1–0 \| \| \| \| 1–1 \| 06:50 – Holos (Dalen, Bialik) \| \| Stalder (Thalmann) – 33:15 \| 2–1 \| \| \| Raselli (Meier, Müller) (PP) – 54:49 \| 3–1 \| \| \| Stalder (Bullo) (ENG) – 59:48 \| 4–1 \| \| |                    |                               |             | Trọng tài: Dina Allen Miyuki Nakayama Trọng tài biên: Lisa Linnek Nataša Pagon |
| 6 phút | Số phút bị phạt    | 18 phút                       |             | Trọng tài: Dina Allen Miyuki Nakayama Trọng tài biên: Lisa Linnek Nataša Pagon |
| 45 | Số cú đánh         | 17                            |             | Trọng tài: Dina Allen Miyuki Nakayama Trọng tài biên: Lisa Linnek Nataša Pagon |
| Stalder (Raselli) (PP) – 02:27 | 1–0                |                               |             | Trọng tài: Dina Allen Miyuki Nakayama Trọng tài biên: Lisa Linnek Nataša Pagon |
| | 1–1                | 06:50 – Holos (Dalen, Bialik) |             | Trọng tài: Dina Allen Miyuki Nakayama Trọng tài biên: Lisa Linnek Nataša Pagon |
| Stalder (Thalmann) – 33:15 | 2–1                |                               |             | Trọng tài: Dina Allen Miyuki Nakayama Trọng tài biên: Lisa Linnek Nataša Pagon |
| Raselli (Meier, Müller) (PP) – 54:49 | 3–1                |                               |             |                                                                                |
| Stalder (Bullo) (ENG) – 59:48 | 4–1                |                               |             |                                                                                |

| 11 tháng 2 năm 2017 20:00 | Cộng hòa Séc | 4–3 (1–1, 3–1, 0–1) | Đan Mạch | Sport- und Kongresszentrum, Arosa Số khán giả: 106 |

| Nguồn | Nguồn           | Nguồn                           | Nguồn       | Nguồn                                                                                       |
| --- | --------------- | ------------------------------- | ----------- | ------------------------------------------------------------------------------------------- |
| | Klara Peslarová | Thủ môn                         | Lisa Jensen | Trọng tài: Gabrielle Ariano-Lortie Nicole Hertrich Trọng tài biên: Magali Anex Justine Todd |
| \| \| 0–1 \| 07:13 – Jakobsen (Jensen) (PP2) \| \| Přibylová (Horálková, Pejzlová) – 12:53 \| 1–1 \| \| \| Povova – 22:36 \| 2–1 \| \| \| Kolowratová (Mrázová, Křížová) (PP) – 31:18 \| 3–1 \| \| \| \| 3–2 \| 32:22 – Persson (Ernst) \| \| Přibylová (Pejzlová, Vanišová) – 33:59 \| 4–2 \| \| \| \| 4–3 \| 48:35 – Andersen (Asperup) \| |                 |                                 |             | Trọng tài: Gabrielle Ariano-Lortie Nicole Hertrich Trọng tài biên: Magali Anex Justine Todd |
| 10 phút | Số phút bị phạt | 14 phút                         |             | Trọng tài: Gabrielle Ariano-Lortie Nicole Hertrich Trọng tài biên: Magali Anex Justine Todd |
| 38 | Số cú đánh      | 16                              |             | Trọng tài: Gabrielle Ariano-Lortie Nicole Hertrich Trọng tài biên: Magali Anex Justine Todd |
| | 0–1             | 07:13 – Jakobsen (Jensen) (PP2) |             | Trọng tài: Gabrielle Ariano-Lortie Nicole Hertrich Trọng tài biên: Magali Anex Justine Todd |
| Přibylová (Horálková, Pejzlová) – 12:53 | 1–1             |                                 |             | Trọng tài: Gabrielle Ariano-Lortie Nicole Hertrich Trọng tài biên: Magali Anex Justine Todd |
| Povova – 22:36 | 2–1             |                                 |             | Trọng tài: Gabrielle Ariano-Lortie Nicole Hertrich Trọng tài biên: Magali Anex Justine Todd |
| Kolowratová (Mrázová, Křížová) (PP) – 31:18 | 3–1             |                                 |             |                                                                                             |
| | 3–2             | 32:22 – Persson (Ernst)         |             |                                                                                             |
| Přibylová (Pejzlová, Vanišová) – 33:59 | 4–2             |                                 |             |                                                                                             |
| | 4–3             | 48:35 – Andersen (Asperup)      |             |                                                                                             |

| 12 tháng 2 năm 2017 16:00 | Thụy Sĩ | 4–1 (0–1, 2–0, 2–0) | Cộng hòa Séc | Sport- und Kongresszentrum, Arosa Số khán giả: 1.342 |

| Nguồn | Nguồn              | Nguồn                              | Nguồn           | Nguồn                                                                                        |
| --- | ------------------ | ---------------------------------- | --------------- | -------------------------------------------------------------------------------------------- |
| | Florence Schelling | Thủ môn                            | Klara Peslarová | Trọng tài: Dina Allen Gabrielle Ariano-Lortie Trọng tài biên: Veronica Johansson Lisa Linnek |
| \| \| 0–1 \| 17:57 – Lédlová (Křížová, Mrázová) \| \| Müller (Stalder, Raselli) – 34:19 \| 1–1 \| \| \| Stalder (Müller, Waidacher) (PP) – 39:42 \| 2–1 \| \| \| Müller (Meier, Stalder) (PP) – 49:06 \| 3–1 \| \| \| Stalder (Müller) (ENG) – 59:26 \| 4–1 \| \| |                    |                                    |                 | Trọng tài: Dina Allen Gabrielle Ariano-Lortie Trọng tài biên: Veronica Johansson Lisa Linnek |
| 16 phút | Số phút bị phạt    | 12 phút                            |                 | Trọng tài: Dina Allen Gabrielle Ariano-Lortie Trọng tài biên: Veronica Johansson Lisa Linnek |
| 21 | Số cú đánh         | 20                                 |                 | Trọng tài: Dina Allen Gabrielle Ariano-Lortie Trọng tài biên: Veronica Johansson Lisa Linnek |
| | 0–1                | 17:57 – Lédlová (Křížová, Mrázová) |                 | Trọng tài: Dina Allen Gabrielle Ariano-Lortie Trọng tài biên: Veronica Johansson Lisa Linnek |
| Müller (Stalder, Raselli) – 34:19 | 1–1                |                                    |                 | Trọng tài: Dina Allen Gabrielle Ariano-Lortie Trọng tài biên: Veronica Johansson Lisa Linnek |
| Stalder (Müller, Waidacher) (PP) – 39:42 | 2–1                |                                    |                 | Trọng tài: Dina Allen Gabrielle Ariano-Lortie Trọng tài biên: Veronica Johansson Lisa Linnek |
| Müller (Meier, Stalder) (PP) – 49:06 | 3–1                |                                    |                 |                                                                                              |
| Stalder (Müller) (ENG) – 59:26 | 4–1                |                                    |                 |                                                                                              |

| 12 tháng 2 năm 2017 20:00 | Na Uy | 5–1 (0–1, 4–0, 1–0) | Đan Mạch | Sport- und Kongresszentrum, Arosa Số khán giả: 104 |

| Nguồn | Nguồn           | Nguồn               | Nguồn                       | Nguồn                                                                                |
| --- | --------------- | ------------------- | --------------------------- | ------------------------------------------------------------------------------------ |
| | Linnea Holterud | Thủ môn             | Lisa Jensen Martine Terrida | Trọng tài: Nicole Hertrich Miyuki Nakayama Trọng tài biên: Nataša Pagon Justine Todd |
| \| \| 0–1 \| 04:31 – Brix (Weis) \| \| Dalen (Martinsen, Morset) (PP2) – 27:23 \| 1–1 \| \| \| Olafsen (Fischer, Hansen) (PP) – 27:54 \| 2–1 \| \| \| Hansen – 30:50 \| 3–1 \| \| \| Sirum (Dalen) – 36:55 \| 4–1 \| \| \| Dalen (Engmann) – 44:40 \| 5–1 \| \| |                 |                     |                             | Trọng tài: Nicole Hertrich Miyuki Nakayama Trọng tài biên: Nataša Pagon Justine Todd |
| 6 phút | Số phút bị phạt | 10 phút             |                             | Trọng tài: Nicole Hertrich Miyuki Nakayama Trọng tài biên: Nataša Pagon Justine Todd |
| 34 | Số cú đánh      | 15                  |                             | Trọng tài: Nicole Hertrich Miyuki Nakayama Trọng tài biên: Nataša Pagon Justine Todd |
| | 0–1             | 04:31 – Brix (Weis) |                             | Trọng tài: Nicole Hertrich Miyuki Nakayama Trọng tài biên: Nataša Pagon Justine Todd |
| Dalen (Martinsen, Morset) (PP2) – 27:23 | 1–1             |                     |                             | Trọng tài: Nicole Hertrich Miyuki Nakayama Trọng tài biên: Nataša Pagon Justine Todd |
| Olafsen (Fischer, Hansen) (PP) – 27:54 | 2–1             |                     |                             | Trọng tài: Nicole Hertrich Miyuki Nakayama Trọng tài biên: Nataša Pagon Justine Todd |
| Hansen – 30:50 | 3–1             |                     |                             |                                                                                      |
| Sirum (Dalen) – 36:55 | 4–1             |                     |                             |                                                                                      |
| Dalen (Engmann) – 44:40 | 5–1             |                     |                             |                                                                                      |

### Bảng D
| VT | Đội          | Tr | T | THP | BHP | B | BT | BB | BHS | Đ | Giành quyền tham dự       |
| -- | ------------ | -- | - | --- | --- | - | -- | -- | --- | - | ------------------------- |
| 1  | Nhật Bản (H) | 3  | 3 | 0   | 0   | 0 | 13 | 3  | +10 | 9 | Thế vận hội Mùa đông 2018 |
| 2  | Đức          | 3  | 1 | 1   | 0   | 1 | 8  | 6  | +2  | 5 |                           |
| 3  | Pháp         | 3  | 1 | 0   | 1   | 1 | 6  | 8  | −2  | 4 |                           |
| 4  | Áo           | 3  | 0 | 0   | 0   | 3 | 3  | 13 | −10 | 0 |                           |

#### Kết quả
Giờ thi đấu là giờ địa phương (UTC+9).
| 9 tháng 2 năm 2017 14:30 | Đức | 3–2 GWS (0–1, 1–0, 1–1) (OT 0–0) (SO: 1–0) | Pháp | Hakucho Oji Ice Arena, Tomakomai Số khán giả: 450 |

| Nguồn | Nguồn           | Nguồn                    | Nguồn           | Nguồn                                                                                        |
| --- | --------------- | ------------------------ | --------------- | -------------------------------------------------------------------------------------------- |
| | Jennifer Harß   | Thủ môn                  | Caroline Baldin | Trọng tài: Melanie Bordeleau Drahomira Fialova Trọng tài biên: Jenni Heikkinen Ilona Novotná |
| \| \| 0–1 \| 16:07 — Allemoz (Fohrer) \| \| Kratzer (Spielberger, Zorn) (PP) — 34:58 \| 1–1 \| \| \| \| 1–2 \| 44:54 — Baudrit (Duvin) \| \| Delarbre (Rothemund) — 58:56 \| 2–2 \| \| |                 |                          |                 | Trọng tài: Melanie Bordeleau Drahomira Fialova Trọng tài biên: Jenni Heikkinen Ilona Novotná |
| Zorn Anwander Lanzl | Luân lưu        | Bouche Fohrer            |                 | Trọng tài: Melanie Bordeleau Drahomira Fialova Trọng tài biên: Jenni Heikkinen Ilona Novotná |
| 10 phút | Số phút bị phạt | 14 phút                  |                 | Trọng tài: Melanie Bordeleau Drahomira Fialova Trọng tài biên: Jenni Heikkinen Ilona Novotná |
| 45 | Số cú đánh      | 20                       |                 | Trọng tài: Melanie Bordeleau Drahomira Fialova Trọng tài biên: Jenni Heikkinen Ilona Novotná |
| | 0–1             | 16:07 — Allemoz (Fohrer) |                 | Trọng tài: Melanie Bordeleau Drahomira Fialova Trọng tài biên: Jenni Heikkinen Ilona Novotná |
| Kratzer (Spielberger, Zorn) (PP) — 34:58 | 1–1             |                          |                 | Trọng tài: Melanie Bordeleau Drahomira Fialova Trọng tài biên: Jenni Heikkinen Ilona Novotná |
| | 1–2             | 44:54 — Baudrit (Duvin)  |                 |                                                                                              |
| Delarbre (Rothemund) — 58:56 | 2–2             |                          |                 |                                                                                              |

| 9 tháng 2 năm 2017 18:00 | Áo | 1–6 (1–1, 0–2, 0–3) | Nhật Bản | Hakucho Oji Ice Arena, Tomakomai Số khán giả: 1.835 |

| Nguồn | Nguồn           | Nguồn                                 | Nguồn         | Nguồn                                                                                           |
| --- | --------------- | ------------------------------------- | ------------- | ----------------------------------------------------------------------------------------------- |
| | Theresa Hornich | Thủ môn                               | Nana Fujimoto | Trọng tài: Anna Eskola Jamie Huntley-Park Trọng tài biên: Stephanie Gagnon Michaela Frattarelli |
| \| \| 0–1 \| 17:27 — Kubo (Ukita, A. Toko) (PP) \| \| Kantor (Altmann) — 19:29 \| 1–1 \| \| \| \| 1–2 \| 22:53 — Koike (Nakamura) \| \| \| 1–3 \| 26:53 — Kubo (H. Toko, Suzuki) \| \| \| 1–4 \| 43:41 — Ono (Osawa) \| \| \| 1–5 \| 56:50 — Kubo (Nakamura, H. Toko) (PP) \| \| \| 1–6 \| 58:10 — Nakamura (Hosoyamada, Adachi) \| |                 |                                       |               | Trọng tài: Anna Eskola Jamie Huntley-Park Trọng tài biên: Stephanie Gagnon Michaela Frattarelli |
| 6 phút | Số phút bị phạt | 2 phút                                |               | Trọng tài: Anna Eskola Jamie Huntley-Park Trọng tài biên: Stephanie Gagnon Michaela Frattarelli |
| 23 | Số cú đánh      | 42                                    |               | Trọng tài: Anna Eskola Jamie Huntley-Park Trọng tài biên: Stephanie Gagnon Michaela Frattarelli |
| | 0–1             | 17:27 — Kubo (Ukita, A. Toko) (PP)    |               | Trọng tài: Anna Eskola Jamie Huntley-Park Trọng tài biên: Stephanie Gagnon Michaela Frattarelli |
| Kantor (Altmann) — 19:29 | 1–1             |                                       |               | Trọng tài: Anna Eskola Jamie Huntley-Park Trọng tài biên: Stephanie Gagnon Michaela Frattarelli |
| | 1–2             | 22:53 — Koike (Nakamura)              |               | Trọng tài: Anna Eskola Jamie Huntley-Park Trọng tài biên: Stephanie Gagnon Michaela Frattarelli |
| | 1–3             | 26:53 — Kubo (H. Toko, Suzuki)        |               |                                                                                                 |
| | 1–4             | 43:41 — Ono (Osawa)                   |               |                                                                                                 |
| | 1–5             | 56:50 — Kubo (Nakamura, H. Toko) (PP) |               |                                                                                                 |
| | 1–6             | 58:10 — Nakamura (Hosoyamada, Adachi) |               |                                                                                                 |

| 11 tháng 2 năm 2017 14:30 | Đức | 4–1 (2–1, 0–0, 2–0) | Áo | Hakucho Oji Ice Arena, Tomakomai Số khán giả: 851 |

| Nguồn | Nguồn           | Nguồn                    | Nguồn           | Nguồn                                                                                         |
| --- | --------------- | ------------------------ | --------------- | --------------------------------------------------------------------------------------------- |
| | Jennifer Harß   | Thủ môn                  | Theresa Hornich | Trọng tài: Drahomira Fialova Jamie Huntley-Park Trọng tài biên: Jessica Leclerc Ilona Novotná |
| \| Lanzl (Kluge, Anwander) — 06:00 \| 1–0 \| \| \| \| 1–1 \| 06:52 — Kantor (Meixner) \| \| Eisenschmid (Anwander) (PP) — 13:46 \| 2–1 \| \| \| Gleissner (Kluge, Lanzl) (PP) — 53:00 \| 3–1 \| \| \| Spielberger (Kratzer, Zorn) — 53:22 \| 4–1 \| \| |                 |                          |                 | Trọng tài: Drahomira Fialova Jamie Huntley-Park Trọng tài biên: Jessica Leclerc Ilona Novotná |
| 6 phút | Số phút bị phạt | 18 phút                  |                 | Trọng tài: Drahomira Fialova Jamie Huntley-Park Trọng tài biên: Jessica Leclerc Ilona Novotná |
| 45 | Số cú đánh      | 15                       |                 | Trọng tài: Drahomira Fialova Jamie Huntley-Park Trọng tài biên: Jessica Leclerc Ilona Novotná |
| Lanzl (Kluge, Anwander) — 06:00 | 1–0             |                          |                 | Trọng tài: Drahomira Fialova Jamie Huntley-Park Trọng tài biên: Jessica Leclerc Ilona Novotná |
| | 1–1             | 06:52 — Kantor (Meixner) |                 | Trọng tài: Drahomira Fialova Jamie Huntley-Park Trọng tài biên: Jessica Leclerc Ilona Novotná |
| Eisenschmid (Anwander) (PP) — 13:46 | 2–1             |                          |                 | Trọng tài: Drahomira Fialova Jamie Huntley-Park Trọng tài biên: Jessica Leclerc Ilona Novotná |
| Gleissner (Kluge, Lanzl) (PP) — 53:00 | 3–1             |                          |                 |                                                                                               |
| Spielberger (Kratzer, Zorn) — 53:22 | 4–1             |                          |                 |                                                                                               |

| 11 tháng 2 năm 2017 18:00 | Nhật Bản | 4–1 (1–0, 1–1, 2–0) | Pháp | Hakucho Oji Ice Arena, Tomakomai Số khán giả: 2.597 |

| Nguồn | Nguồn           | Nguồn               | Nguồn           | Nguồn                                                                                         |
| --- | --------------- | ------------------- | --------------- | --------------------------------------------------------------------------------------------- |
| | Nana Fujioto    | Thủ môn             | Caroline Baldin | Trọng tài: Melanie Bordeleau Anna Eskola Trọng tài biên: Michaela Frattarelli Jenni Heikkinen |
| \| Nakamura (Kubo, Takeuchi) — 02:21 \| 1–0 \| \| \| H. Toko — 23:26 \| 2–0 \| \| \| \| 2–1 \| 31:35— Allemoz (PP) \| \| Kubo (A. Toko) (PP) — 53:03 \| 3–1 \| \| \| Ukita (H. Toko) — 57:37 \| 4–1 \| \| |                 |                     |                 | Trọng tài: Melanie Bordeleau Anna Eskola Trọng tài biên: Michaela Frattarelli Jenni Heikkinen |
| 14 phút | Số phút bị phạt | 10 phút             |                 | Trọng tài: Melanie Bordeleau Anna Eskola Trọng tài biên: Michaela Frattarelli Jenni Heikkinen |
| 46 | Số cú đánh      | 22                  |                 | Trọng tài: Melanie Bordeleau Anna Eskola Trọng tài biên: Michaela Frattarelli Jenni Heikkinen |
| Nakamura (Kubo, Takeuchi) — 02:21 | 1–0             |                     |                 | Trọng tài: Melanie Bordeleau Anna Eskola Trọng tài biên: Michaela Frattarelli Jenni Heikkinen |
| H. Toko — 23:26 | 2–0             |                     |                 | Trọng tài: Melanie Bordeleau Anna Eskola Trọng tài biên: Michaela Frattarelli Jenni Heikkinen |
| | 2–1             | 31:35— Allemoz (PP) |                 | Trọng tài: Melanie Bordeleau Anna Eskola Trọng tài biên: Michaela Frattarelli Jenni Heikkinen |
| Kubo (A. Toko) (PP) — 53:03 | 3–1             |                     |                 |                                                                                               |
| Ukita (H. Toko) — 57:37 | 4–1             |                     |                 |                                                                                               |

| 12 tháng 2 năm 2017 14:30 | Pháp | 3–1 (0–0, 1–1, 2–0) | Áo | Hakucho Oji Ice Arena, Tomakomai Số khán giả: 1.167 |

| Nguồn | Nguồn           | Nguồn               | Nguồn            | Nguồn                                                                                          |
| --- | --------------- | ------------------- | ---------------- | ---------------------------------------------------------------------------------------------- |
| | Caroline Baldin | Thủ môn             | Nicole Arnberger | Trọng tài: Anna Eskola Drahomira Fialova Trọng tài biên: Michaela Frattarelli Stephanie Gagnon |
| \| Allemoz (Parment) — 36:27 \| 1–0 \| \| \| \| 1–1 \| 39:45 — Beiter (PP) \| \| Gendarme (Duvin) (PP) — 51:40 \| 2–1 \| \| \| Duvin (ENG) — 59:59 \| 3–1 \| \| |                 |                     |                  | Trọng tài: Anna Eskola Drahomira Fialova Trọng tài biên: Michaela Frattarelli Stephanie Gagnon |
| 6 phút | Số phút bị phạt | 14 phút             |                  | Trọng tài: Anna Eskola Drahomira Fialova Trọng tài biên: Michaela Frattarelli Stephanie Gagnon |
| 28 | Số cú đánh      | 34                  |                  | Trọng tài: Anna Eskola Drahomira Fialova Trọng tài biên: Michaela Frattarelli Stephanie Gagnon |
| Allemoz (Parment) — 36:27 | 1–0             |                     |                  | Trọng tài: Anna Eskola Drahomira Fialova Trọng tài biên: Michaela Frattarelli Stephanie Gagnon |
| | 1–1             | 39:45 — Beiter (PP) |                  | Trọng tài: Anna Eskola Drahomira Fialova Trọng tài biên: Michaela Frattarelli Stephanie Gagnon |
| Gendarme (Duvin) (PP) — 51:40 | 2–1             |                     |                  | Trọng tài: Anna Eskola Drahomira Fialova Trọng tài biên: Michaela Frattarelli Stephanie Gagnon |
| Duvin (ENG) — 59:59 | 3–1             |                     |                  |                                                                                                |

| 12 tháng 2 năm 2017 18:00 | Nhật Bản | 3–1 (0–0, 2–1, 1–0) | Đức | Hakucho Oji Ice Arena, Tomakomai Số khán giả: 3.111 |

| Nguồn | Nguồn           | Nguồn                                      | Nguồn         | Nguồn                                                                                           |
| --- | --------------- | ------------------------------------------ | ------------- | ----------------------------------------------------------------------------------------------- |
| | Nana Fujimoto   | Thủ môn                                    | Jennifer Harß | Trọng tài: Melanie Bordeleau Jamie Huntley-Park Trọng tài biên: Jenni Heikkinen Jessica Leclerc |
| \| M. Fujimoto (Hori, Adachi) — 27:44 \| 1–0 \| \| \| Ono (Hosoyamada, Koike) (PP) — 30:50 \| 2–0 \| \| \| \| 2–1 \| 36:30 — Eisenschmid (Lanzl, Anwander) (PP) \| \| Kubo (H. Toko) — 54:43 \| 3–1 \| \| |                 |                                            |               | Trọng tài: Melanie Bordeleau Jamie Huntley-Park Trọng tài biên: Jenni Heikkinen Jessica Leclerc |
| 8 phút | Số phút bị phạt | 6 phút                                     |               | Trọng tài: Melanie Bordeleau Jamie Huntley-Park Trọng tài biên: Jenni Heikkinen Jessica Leclerc |
| 25 | Số cú đánh      | 15                                         |               | Trọng tài: Melanie Bordeleau Jamie Huntley-Park Trọng tài biên: Jenni Heikkinen Jessica Leclerc |
| M. Fujimoto (Hori, Adachi) — 27:44 | 1–0             |                                            |               | Trọng tài: Melanie Bordeleau Jamie Huntley-Park Trọng tài biên: Jenni Heikkinen Jessica Leclerc |
| Ono (Hosoyamada, Koike) (PP) — 30:50 | 2–0             |                                            |               | Trọng tài: Melanie Bordeleau Jamie Huntley-Park Trọng tài biên: Jenni Heikkinen Jessica Leclerc |
| | 2–1             | 36:30 — Eisenschmid (Lanzl, Anwander) (PP) |               | Trọng tài: Melanie Bordeleau Jamie Huntley-Park Trọng tài biên: Jenni Heikkinen Jessica Leclerc |
| Kubo (H. Toko) — 54:43 | 3–1             |                                            |               |                                                                                                 |